# Тредиаковский, Василий Кириллович
Васи́лий Кири́ллович Тредиако́вский (также Тредьяковский; 22 февраля (5 марта) 1703, Астрахань — 6 (17) августа 1768, Санкт-Петербург) — русский поэт, переводчик и филолог XVIII века, один из основателей силлабо-тонического стихосложения в Российской империи. Впервые ввёл гекзаметр в русское стихосложение. Впервые в русском языке и литературе теоретически разделил поэзию и прозу и ввёл эти понятия в русскую культуру и общественное сознание. Его интересы в области метрики стиха также сопрягались с композиторской деятельностью, главным образом, это была кантовая музыка. Имел чин надворного советника (1765).
Родом из семьи астраханского священника, образование получил в католической латинской школе при миссии ордена капуцинов. В 1723—1725 годах обучался в Москве, в Славяно-греко-латинской академии, обратив на себя внимание дипломатических кругов. Благодаря протекции И. Г. Головкина и А. Б. Куракина получил возможность выехать в Нидерланды, а затем во Францию, где прожил два года, получив философское образование в Сорбонне. После возвращения в Российскую империю в 1730 году снискал известность как поэт и переводчик, претендовал на статус придворного поэта и панегириста Анны Иоанновны. С 1733 года — секретарь Императорской академии наук. В 1734—1735 годах предпринял реформу русского стихосложения, однако занятая им интеллектуальная позиция и близость к прокатолически настроенной части российского дворянства привела к краху его карьеры. В 1745 году Тредиаковский получил звание профессора Академии наук одновременно с М. В. Ломоносовым, но в 1759 году был из неё уволен. В 1740—1750-е годы Тредиаковский вступил в полемику с М. В. Ломоносовым и А. П. Сумароковым, которая также не способствовала росту его репутации. В 1752 году опубликовал двухтомное издание «Сочинений и переводов как стихами, так и прозою», которое надолго определило место Тредиаковского в истории русской культуры. Все эти годы он занимался преимущественно переводами французской художественной и исторической литературы, в том числе объёмных «Древней истории» (10 томов) и «Римской истории» (15 томов) Шарля Роллена. Важнейшим собственным достижением Тредиаковский считал эпическую поэму «Телемахида» (1766) — перевод гекзаметром прозаического оригинала Франсуа Фенелона, которая была не понята и не признана современниками, но уже в первой трети XIX века стала востребована переводчиками-гекзаметристами (Н. И. Гнедичем и В. А. Жуковским); наследие Тредиаковского высоко оценивал А. С. Пушкин. Переводы «Древней» и «Римской истории» Роллена, выполненные Тредиаковским, ещё в 1855 году оценивались Н. Г. Чернышевским как «лучшие по своему предмету» и «ничем не заменимые для русского читателя».
После кончины Тредиаковский надолго получил репутацию плохого поэта, постепенная реабилитация его наследия шла на протяжении всего XIX и XX веков. Его переводы и оригинальные произведения переиздавались в 1773—1778, 1849, 1935, 1963 и 2007—2009 годах. К началу XXI века наследие Тредиаковского, в том числе и «Телемахида», получило высокий литературный статус. По словам Н. Ю. Алексеевой, значение его для русской культуры заключается не в участии в формировании будущей литературы и самосознания, а в открытии для России классической древности, поскольку он сумел воспринять не только верхний слой современного ему европейского классицизма, но и через ренессансный гуманизм — традицию Античности в её глубине.

## Становление. Астрахань — Москва (1703—1725)

### Астрахань. Обучение у капуцинов
Василий Тредиаковский родился в Астрахани 22 февраля 1703 года в семье священника соборной Троицкой церкви Кириллы Яковлева; священником был и его дед. Семья происходила из Вологды и переехала на юг около 1697 года. Детство будущего писателя прошло в сложной обстановке: семья была большой, доходов от прихода и требоисправления не хватало, и Кирилла Яковлев занимался садоводством и огородничеством. В 1717 году из-за долга в 48 рублей глава семьи был вынужден отдать свои сад и огород «государева рыбного приказа ловцу Осипу Яковлеву Плохому». Братья с малолетства помогали отцу и по хозяйству, и в церковной службе: младший — Яков — прислуживал, а Василий состоял певчим архиерейского дома. В общем, его ранняя биография известна только по чрезвычайно отрывочным свидетельствам и полна противоречий.
В 1710 году монах ордена капуцинов Патриций Миланский (Patritius de Milano, 1662—1753) основал в Астрахани миссию, которая с 1713 года располагала собственной церковью и латинской школой, причём русских школ в городе не было до 1772 года. Сам Тредиаковский утверждал (в «ведомости» 1754 года), что учился у Бонавентуры Челестини и Джованбаттисты Примавера, которые прибыли в Астрахань в 1716 году, поэтому дата начала его обучения является дискуссионной — между 1717—1721 годами. Важнейшим свидетельством этих лет является церковнославянская грамматика, переписанная Тредиаковским в 1721 году и снабжённая оригинальным предисловием, которое подписано «ученик латинских школ Basilius Trediacovensis». Здесь же помещено силлабическое четверостишие, которое является самым ранним сохранившимся свидетельством его творческой активности.

### Отъезд в Москву. Славяно-греко-латинская академия
13 февраля 1722 года датирована челобитная на имя астраханского вице-губернатора И. В. Кикина о выдаче Тредиаковскому паспорта для проезда в Киев, сохранилась и справка, удостоверяющая выдачу паспорта, позволявшего его владельцу отправляться в Киево-Могилянскую академию для обучения латинскому языку. Однако по неизвестной причине Василий никуда не поехал и, по-видимому, продолжил обучение у капуцинов. Апокрифическое предание, приписанное самому Тредиаковскому, утверждает, что летом 1722 года миссию капуцинов посетил Пётр I и назвал Василия «вечным тружеником». В «ведомости», поданной в Конференцию Академии наук, он заявил, что «по охоте <…> к учению, оставил природный город, дом, и родителей, и убежал в Москву». В этой истории много неясного: к тому времени Василий Тредиаковский был женат на дочери сторожа губернской канцелярии Федосье Фадеевой. Л. Н. Майков высказал предположение, что на решение Тредиаковского могли оказать влияние учитель петербургской арифметической школы Иван Трофимов, побывавший в Астрахани в 1722 году, или секретарь Антиоха Кантемира Иван Ильинский, который был в городе во время Персидского похода. Совершенно неизвестно ни точное время отъезда Василия, ни его маршрут; вероятно, он мог выехать с обозом А. Кантемира, возвращавшегося тогда в Москву. Совершенно неясно, как соотносятся факт получения им паспорта и позднейшие утверждения о «бегстве» из Астрахани.
В весенний триместр 1723 года Тредиаковский был принят в Славяно-греко-латинскую академию в класс синтаксимы; в осенний триместр 1724 года по ведомости академии числился уже в риторическом классе. Главным его учителем, очевидно, был иеромонах Софроний (Мигалевич), который в дальнейшем стал ректором. В академии Василий активно занимался литературой, имеются сведения, что он написал пьесы «Язон» и «Тит, Веспасианов сын», но они не сохранились. О репутации Тредиаковского-студента свидетельствует его участие в торжественной панихиде по Петру Великому (вместе с ректором академии и наставниками), на которой он прочитал несколько стихотворений на латинском языке, написанных по этому случаю. Судя по сохранившимся автографам, в 1724—1725 годах он занимался переводом с латинского языка аллегорического романа «Аргенида», который спустя четверть века перевёл заново; в «Предуведомлении» к изданию 1751 года он поместил некоторые воспоминания о своих давних московских штудиях. Согласно ведомостям академии, Тредиаковский был «своекоштным студентом», то есть обучался за собственный счёт; материально ему помогали, по-видимому, капуцины. Основатель Астраханской миссии Патриций Миланский с 1722 по 1725 год работал в Москве. Роман «Аргенида» является по своему идеологическому наполнению прокатолическим и полемизирующим с кальвинизмом, на этот аспект перевода Тредиаковский обращал внимание читателей в предисловии к опубликованному изданию. По мнению Б. А. Успенского, миссионеры-капуцины могли заказать перевод Тредиаковскому.
Окончив занятия риторикой — то есть завершив среднее образование, в 1725 году Тредиаковский бросил академию, что было удостоверено справкой, выписанной по запросу Святейшего Синода три года спустя. Судя по его письму в Синод от 1 (12) декабря 1727 года, в начале 1726-го он «получил оказию выехать в Голландию»; в академической «Ведомости» спустя четверть века он писал практически в тех же выражениях. Причиной было «…превеликое <…> желание… окончить [образование] в Европских краях, а особливо в Париже: для того, как всему свету известно, что в оном наиславнейшия находятся». По-видимому, возможность выехать за рубеж была ему предоставлена ещё в академии, о чём свидетельствует содержание «Песенки, которую я сочинил ещё будучи в Московских школах на мои выезд в чужия краи».

## Европа (1726—1730)

### Гаага, Париж, Гамбург
Пребывание Тредиаковского в Европе плохо документировано и содержит массу неясных эпизодов; тем не менее имеющиеся источники позволяют выстроить хронологию его передвижений. Согласно письму в Синод, до осени 1727 года Василий Тредиаковский «при полномочном министре, Его Сиятел[ьстве] Графе Иване Гавриловиче Головкине обретался»; было это в Гааге, в этом же городе он овладел французским языком.
В ноябре 1727 года Тредиаковский прибыл в Париж, где первое время жил у князя А. Б. Куракина — главы русской дипломатической миссии во Франции. По позднейшим его письмам, относящимся уже к 1743—1744 годам, Тредиаковский прибыл в Париж «с крайним претерпением бедности, и куда дошел <…> пеш из самаго Антверпена». В столице Франции он прожил, по-видимому, до осени 1729 года. Согласно автобиографической «ведомости» 1754 года, Тредиаковский слушал курсы по математическим и философским наукам в Парижском университете и курс богословия в Сорбонне, но в документах 1730-х годов упоминались только богословие и свободные искусства. По его собственному утверждению, он имел университетский аттестат за подписью «Ректора Магнифика Парижского университета, для того, что он там содержал публичные диспуты в Мазаринской коллегии», но он был утрачен при пожаре в 1746 году. Е. П. Гречаная отмечала, что Коллеж Мазарини был создан специально для иностранных студентов, а курс философских наук на факультете искусств служил основой для специализированного образования и длился два года. Философия изучалась исключительно по Аристотелю, хотя ощущалось влияние картезианства и янсенизма. Списки студентов в Парижском университете в те времена не велись, при этом ничто не указывает на то, что Тредиаковский мог держать испытания на степень бакалавра. Тредиаковский неоднократно жаловался на стеснённые материальные условия: экзамены были платными, а его покровитель А. Б. Куракин после смерти отца — Б. И. Куракина — также был ограничен в средствах. В письме в Сенат от 1 (12) декабря 1727 года Тредиаковский просил определить ему казённое жалованье для завершения образования за границей. Это прошение осталось без ответа. Лекции по философии в Сорбонне он мог посещать как вольнослушатель, поскольку в XVIII веке лекционные курсы были открыты для публики. Тредиаковский позднее своим главным учителем называл Шарля Роллена, но после 1720 года тот не преподавал в университете, а читал лекции по латинскому красноречию в Коллеж де Франс; в Коллеже Мазарини элоквенцию преподавал его главный конкурент — Бальтазар Жибер. Академический год в Коллеж де Франс начинался как раз в ноябре. Следовательно, получив систематическое образование в объёме полного двухгодичного цикла факультета искусств и посещая как вольнослушатель лекции в других учебных заведениях, Тредиаковский, скорее всего, так и не сдал экзаменов, хотя и был допущен к диспутам.
По словам Н. Ю. Алексеевой:

За два года пребывания в столице литературы он познакомился с новым для себя явлением — французским классицизмом — вероятно, до него доходили веяния раннего Просвещения. Однако едва ли русский неофит за столь короткий срок мог глубоко проникнуться французской культурой. Он начал, по-видимому, ориентироваться в именах и важнейших событиях французской литературы, но вряд ли понимал обсуждаемые во французской филологии и критике проблемы. Из Парижа он вывез одно подлинное пристрастие, но уже на всю жизнь, это — историк Шарль Роллен….
С этим утверждением солидарна и Е. П. Гречаная, заметившая, что Тредиаковский в силу своего социального и имущественного положения был лишён возможности бывать в парижских салонах и знакомился как с классической, так и с галантной культурой по многочисленным светским романам и трактатам эпохи, посвящённым правилам хорошего тона.
С ноября 1729 года Тредиаковский перебрался в Гамбург, в котором прожил до августа 1730 года. О времени его жизни в Германии свидетельствует счёт комиссионера князя Куракина. Возможно, это было связано с планируемым переводом А. Б. Куракина в дипломатическую миссию в Пруссии. Вероятно, Тредиаковский должен был сопровождать имущество князя, загодя отправленное в портовый город. Однако его назначение в Берлин не состоялось; Тредиаковский писал в 1730 году в Петербург, что был вынужден заботиться об отправке в Россию, в частности, охотничьей собаки дипломата. В Гамбурге Тредиаковский написал «Стихи эпиталамическия» в честь свадьбы А. Б. Куракина и А. И. Паниной, состоявшейся 26 апреля в Москве, участвовал он и в коронационных торжествах по случаю восшествия на престол Анны Иоанновны. Времени хватало на учёные занятия и общение с гамбургскими интеллектуалами, существует версия, что Василий Кириллович учился у композитора Георга Телемана и поэта Бартольда Брокеса. В Россию Тредиаковский вернулся в сентябре 1730 года морским путём, о чём прямо говорится в его трактате «О древнем, среднем и новом стихотворении Российском» (1755).

### Тредиаковский и янсенисты
Время и обстоятельства прибытия Тредиаковского из Петербурга в Гаагу доподлинно неизвестны. По справке ректора Славяно-греко-латинской академии, он бежал, не закончив курса обучения. По-видимому, он не получил официальным путём и заграничного паспорта, но в этом случае неясно, каким образом московский студент, не имевший дворянского звания, оказался в окружении дипломатических персон высокого ранга — и Головкин (сын канцлера), и Куракин входили в ближайшее окружение Петра I. По мнению Б. А. Успенского, это объясняется тем, что Тредиаковский находился за рубежом не только с целью обучения, но и в силу ряда специфических обстоятельств своей биографии. Речь идёт о связи с янсенистами и интенсивными переговорами о воссоединении с православной церковью, начало которым положил ещё в 1717 году Пётр I во время своего визита в Сорбонну. Существует предположение, что переговоры императора с янсенистами (пик конфликта которых с Ватиканом пришёлся на 1717 год) способствовали изменению его церковной политики и созданию «Духовного регламента». В 1720-х годах в условиях отделения Утрехтской митрополии от католической церкви переговоры были продолжены; впрочем, и Ватикан в 1725 году со своей стороны начал изучать возможности воссоединения Западной и Восточной церквей. В 1728 году аббат Бурсье общался на эти темы с А. Б. Куракиным в Париже, причём формальным поводом было обещание российского правительства предоставить Сорбонне перевод Библии и творений святых отцов на церковнославянском языке. Непосредственную передачу книг, состоявшуюся 30 августа 1728 года, осуществлял В. Тредиаковский, что следует из благодарственного письма Бурсье.
Из переписки И. Г. Головкина и А. Б. Куракина следует, что Тредиаковский был известен обоим и был избран как агент для связи с католиками в Европе ещё в период обучения в капуцинской миссии. Главным его покровителем был именно Головкин, из одного письма 1729 года следует, что Тредиаковский получал от князя стипендию, стол и обмундирование, которые выдавались и в Гамбурге. В составе миссии Головкина был преподаватель Славяно-греко-латинской академии Иероним (Колпецкий), с которым Тредиаковский был также хорошо знаком; вероятно, Василия отправили в Европу как его служителя. По-видимому, в Москве Тредиаковский поддерживал отношения со своим первым астраханским наставником — Патрицием Миланским, который в 1722—1725 годах был главой всех католических миссий, работавших в России. Косвенным свидетельством роли католических миссионеров в судьбе студента является сообщение Герхарда Миллера, который ошибочно полагал, что Тредиаковский уехал в Голландию непосредственно из Астрахани благодаря капуцинам.

### Тредиаковский и русская дипломатия
Среди европейских знакомых Тредиаковского выделялся дипломат Алексей Вешняков, который входил в круг князя Сергея Долгорукого, в свою очередь, причастного к прибытию в Россию миссии аббата Жюбе. Вешняков привлекался католическими кругами Франции к переводу на русский язык трудов Фенелона и Боссюэ, а также познакомил французскую публику с сатирами Кантемира во французском переводе. В переписке, которая продолжалась и после прибытия Василия Кирилловича в Петербург, он обращался к Вешнякову на равных, невзирая на немалый дипломатический ранг Алексея Андреевича.
Во время пребывания в Европе Тредиаковский оказался прочно связан с кругом русских дипломатов — А. Д. Кантемиром, А. А. Вешняковым, А. Б. Куракиным, А. Г. Головкиным, С. Д. Голицыным, С. К. Нарышкиным, А. И. Неплюевым, И. А. Щербатовым, которые тесно общались между собой и были объединены общими культурными интересами. Тредиаковский воспринял литературные и эстетические установки этого круга и стал в некотором роде его частью, во всяком случае, его переводы и оригинальные сочинения читали и следили за ними. Василия Кирилловича именовали в этом кругу «Философом» («le Philosophe»), имея в виду образованность и интересы. Судя по переписке А. Куракина и А. Вешнякова, в Гааге и Париже раскрылись характерные для него черты личности и характера — склонность к полемике и любовь к вольномыслию. Однако его значимость не следует преувеличивать: сын священника не был равным в среде аристократов, о чём свидетельствуют следующие строки из письма И. П. Калушкина А. Куракину от 14 (25) июля 1729 года:

«Что касается Философа, то он все тот же, каким Ваша Светлость его оставила, иными словами, он готов кричать и спорить 24 часа напролет. Этот бедняга, заранее ложно настроенный в пользу вольностей этой страны, ужасно раздулся <…>, обнаглел и стал неблагодарным».
В одном из своих стихотворений, датируемом 1732 годом, Тредиаковский отразил начало торговых отношений между Россией и американскими колониями: «Купля благословенна, // Придет обогащенна, // Нам содружит народы, // Американски роды».

## Россия. При дворе Анны Иоанновны (1730—1740)

### «Езда в остров любви»
Тредиаковский прибыл в Петербург в августе и уже в конце 1730 года был причислен студентом к Академии наук, то есть формально он стал учащимся Академического университета. Перед ним открывались блестящие перспективы, в частности, высокое покровительство и знакомства при дворе. При этом следует учитывать, что связь Тредиаковского с миссией Жюбе, инспирированной Долгорукими, могла сильно ему повредить после восшествия на престол Анны Иоанновны, но сработали связи, наработанные за четыре года заграничной поездки. Видимо, Тредиаковский позиционировал себя на родине прежде всего как литератора, ибо привёз из Гамбурга рукопись переведённого им там «со скуки» романа Поля Таллемана «Le voyage a l’ilе d’Amour» (1663). В письме Куракина от октября 1730 года упоминается, что перевод печатался в Академии наук; по-видимому, на средства самого князя. На титульном листе Тредиаковский именуется «студентом». По словам Л. Пумпянского: «С этого времени биография Тредиаковского настолько сливается с его научной и писательской работой, что рассказывать её отдельно, вне связи с анализом его замыслов и трудов, значило бы лишить эту биографию её действительного смысла».
Роман Таллемана в переводе Тредиаковского («Езда в остров любви») вышел в декабре 1730 года и сразу стал литературным событием. Согласно О. Лебедевой, Тредиаковский продемонстрировал точное понимание запросов современной ему читательской аудитории, которая испытывала острый интерес к эмоциональной культуре. Роман «Езда в остров любви» был своего рода энциклопедией любовных ситуаций и оттенков любовной страсти, поданных в аллегорической форме, и стал своеобразным кодексом эмоционального и любовного поведения русского человека новой культуры. Л. В. Пумпянский так резюмировал результаты его работы:

После старой допетровской повести, после «Бовы» и «Еруслана», переход к реалистическому роману был едва ли возможен. Тредиаковский преследовал, по-видимому, определённую цель; он исходил из учёта уместности и нужности; старомосковской повести он хотел противопоставить европейско-культурную форму галантного романа, а любовной лирике петровских времен — утончённо-образованную французскую эротическую поэзию. Для этой цели «Езда в остров любви» была выбрана удачно. Это была аллегорическая энциклопедия любви, в которой предусмотрены были все случаи любовных отношений. Тирсис приплыл на остров Любви, полюбил там красавицу Аминту; разум советует ему покинуть остров, но он остаётся, посещает город Ухаживаний («Малых прислуг», как Тредиаковский переводит Petits soins), ночует в Надежде, городе, стоящем на реке Притязание («Претенция» у Тредиаковского). У озера Отчаяние стоит дева Жалость; она выводит Аминту из пещеры Жестокости. Вся дальнейшая история любви Тирсиса рассказана в том же духе; всякое чувство и всякое событие, которое может быть связано с влюблённостью (измена, воспоминание, холодность, равнодушие, почтительность и т. д.), превращены в аллегорические существа (то есть пишутся с прописной буквы и произносят изящные речи). В конце романа Тирсис покидает остров Любви, где он знал сердечные муки, и следует за Славой.
В 1730-е годы это была единственная печатная книга такого рода и одновременно — единственный светский роман русской литературы того времени. По выражению Ю. М. Лотмана, «Езда в остров любви» стала «Единственным Романом». По сути, Тредиаковский своим переводом заложил и первооснову будущей модели романного повествования, объединяющий жанрообразующие признаки эпоса странствий и эпоса духовной эволюции, но при этом эпистолярный роман Таллемана сосредоточен на внутренней духовной жизни персонажей. Согласно О. Лебедевой, перевод Тредиаковского предложил русской литературе своеобразную исходную жанровую модель романа «воспитания чувств».
Радуйся, сердце! Аминта смягчилась,

Так что предо мной самым прослезилась.

Не воспоминай о твоем несчасти.

И без напасти

Начни твою жизнь отныне любити:

Ибо Аминта подкрепою быти

Той восхотела от сердца усердна

И благосердна.

Когда хотело ты сойти до гроба,

К обывателям подземного глоба,

Та белой ручкой тебя подхватила

И не пустила.

Что она спасла, то отдать ей надо,

Мое сердце, ах! душа моя рада:

Ибо надлежит сие ей по праву

И по уставу.
Тредиаковский выпустил в виде приложения к роману отдельный поэтический сборник, озаглавленный «Стихи на разные случаи». Новаторство автора проявилось и здесь: по сути, он оказался первым авторским лирическим сборником с чёткой тенденцией циклической организации текстов. Стихи, написанные Тредиаковским в 1725—1730-х годах, были им подобраны так, что жанрово-стилевые и тематические особенности образовывали систему внутренних перекличек, аналогий и противоположностей. Признаки, по которым между собой соотносились стихотворения, явились циклообразующим началом, то есть лирическим сюжетом сборника в целом. Здесь примечателен набор текстов — в сборнике 13 стихотворений на русском языке, 18 — на французском и 1 латинская эпиграмма. В современных переизданиях публикуются переводы, выполненные М. Кузминым. Это показывает адресата поэзии Тредиаковского — образованного носителя и русского, и французского языков. Это также показывает, насколько быстро и в совершенстве он смог освоить язык и слагать на нём стихотворения, не уступающие по качеству публиковавшимся во Франции в эпоху Регентства.
Любовная поэзия Тредиаковского явно испытывала влияние французской анакреонтической поэзии, традиция которой была прочно им усвоена в Европе. По замечанию Н. П. Большухиной, в начале XVIII века любовная (и шире — светская) песня находилась за пределами представлений о стихотворстве, поэзии. Именно Тредиаковский осознал её как определённый жанр и включил в систему лирических жанров русской литературы. Сильное влияние французской песенной лирики заметно в раннем стихотворении «Песенка любовна» (1730). Стихотворение написано в куплетной форме, а две завершающие строки каждого куплета образуют рефрен. Присутствует характерная для французской поэзии мужская рифма рядом с женской. Любовь в стихотворении рассматривается как порыв, неосознаваемая и не поддающаяся рефлексии. Лирический герой «гибнет от любви», не в силах разобраться, что с ним происходит.
Несколько иначе обстояло дело с прозаическим текстом. Тредиаковский, как и многие его современники, вернулся из Европы с особым самосознанием, которое Л. Пумпянский характеризовал как «взрывной» переход восторга перед Западом в восторг перед Россией как западной страной. В плане языка это означало отказ от книжной церковнославянской традиции и организации родного языка по европейским меркам. Соответственно, в предисловии к «Езде…» Тредиаковский акцентировал следующие моменты:

…Неславенским языком перевел, но почти самым простым Руским словом, то есть каковым мы меж собой говорим. Сие я учинил следующих ради причин. Первая: язык славенской у нас есть язык церковной, а сия книга мирская. Другая: язык славенской в нынешнем веке у нас очюнь тёмен, и многие его наши, читая, неразумеют. <…> …Язык славенской ныне жесток моим ушам слышится, хоте прежде сего не только я им писывал, но и разговаривал со всеми: но зато у всех я прошу прощения, при которых я с глупословием моим славенским особым речеточцем хотел себя показывать.
Сразу же после публикации «Езды в остров любви» в декабре 1730 года, Тредиаковский отправился в Москву — тогдашнее местопребывание двора. Прибыв туда 3 января 1731 года, он остановился в доме князя Куракина. В январе — феврале 1731 года началась переписка Тредиаковского и фактического главы Академии наук — И. Шумахера, которая велась на французском языке. Он же нашёл для «русского европейца» своеобразную нишу — уже к 1732 году в переписке он именуется «ассоциатом», то есть адъюнктом Академии. Сохранилась записка Тредиаковского от 10 сентября 1733 года, в которой он безапелляционным тоном излагает условия будущего контракта с Академией наук. Все условия были выполнены, 14 октября 1733 года контракт был подписан. Оригинал контракта был на французском языке, сохранился автограф Тредиаковского с переводом на русский язык. Контракт включал пять пунктов:

1. «Помянутый Тредиаковский обязуется чинить, по всей своей возможности, всё то, в чём состоит интерес Её Императорского Величества и честь Академии»;
2. «Вычищать язык русский, пишучи как стихами, так и не стихами»;
3. «Давать лекции, ежели от него потребовано будет»;
4. «Окончить „Грамматику“, которую он начал, и трудиться совокупно с другими над „Дикционарием русским“»;
5. «Переводить с французского на русский язык всё, что ему дастся».

За работу В. К. Тредиаковскому определили жалованье в 360 рублей в год. Контракт вступал в силу с 1 сентября 1733 года. Тредиаковскому был дан титул секретаря Академии, причём инициатива такого титулования принадлежала ему самому. По-видимому, он уподоблял свою роль в Петербургской Академии положению Фонтенеля в Парижской.

### Придворная карьера
Ещё в самом первом письме Шумахеру, отправленном сразу по прибытии в Москву в 1731 году, Тредиаковский выражал желание преподнести роман «Езда в остров любви» императрице и быть представленным ей. В письме к Шумахеру от 4 марта того же года сообщалось, что Тредиаковский был принят в доме Екатерины Иоанновны, герцогини Мекленбургской, — сестры государыни. Тем не менее представление готовилось медленно, и аудиенцию Тредиаковский получил только в январе 1732 года, когда он произнёс «Речь поздравительную Ея Императорскому Величеству по благополучном Ея прибытии в Санктпетербург» — в честь переезда двора в северную столицу. После этого Анна Иоанновна пожелала услышать ещё один панегирик и похвальные стихи, которые и были прочитаны ей в день именин 3 февраля 1732 года. Написал Тредиаковский и стихи в честь прибытия в Петербург Екатерины Иоанновны и лично их преподнёс. По распоряжению императрицы все эти тексты были опубликованы отдельной книгой в 1732 году. Тогда же Василий Кириллович вернулся к драматургическому жанру и сочинил несколько духовных концертов, посвящённых императрице и её сестре; после постановки одного из них он получил вознаграждение в 100 рублей — существенная сумма по тем временам. По случаю нового, 1733 года, он вновь был принят при дворе и исполнил прославляющую императрицу «песнь» («Песнь, сочиненная на голос, и петая пред Ея Императорским Величеством Анною Иоанновною, самодержицею всероссийскою»). Таким образом, Тредиаковский явно претендовал на роль главного придворного поэта, неслучайно в 1731—1732 годах он жил в Москве и Петербурге, следуя за императорским двором.
Далее Тредиаковский был назначен учителем русского языка для принца Антона Ульриха, жениха Анны Леопольдовны, а затем и президента Академии наук Кейзерлинга. Именно при Кейзерлинге он стал секретарём Академии на собственных условиях. И в дальнейшем придворные связи сопутствовали жизни Тредиаковского. В частности, в Москве он жил в домах А. Б. Куракина и С. К. Нарышкина, последний был близко знаком с А. Кантемиром и интересовался католицизмом. Это способствовало знакомству Тредиаковского — уже в елизаветинское правление — с вице-канцлером М. И. Воронцовым, которому посвящено «Слово
о витийстве» 1745 года, он же впоследствии устроил лотерею для финансирования печатания трактата об орфографии. Таким образом, оказывается, что, скрывая свою роль в связях прокатолически настроенных кругов русской аристократии с Европой, Тредиаковский активно пользовался наработанными знакомствами для построения карьеры.
Находясь при дворе Анны Иоанновны, Тредиаковский декларировал свою приверженность самодержавному строю, выступая против аристократической олигархии, однако сложно судить, насколько искренним он был в своих заявлениях. В «Приветственной оде…» 1733 года история о попытке ограничить самодержавие дана только в аллегорической форме. Своё кредо он в наиболее явном виде выразил в следующем примечании к переведённой им книге Марсильи «Военное состояние Оттоманския империи» (1737):

Обыкновенно считается три рода Правлений: Первый называется Монархия, то есть, единоначалие. Сие Правление есть там, где одна токмо Особа самодержавно владеет всеми и всем. Понеже следствия сего Правления всегда благополучны; то несомненно можно заключить, что сие токмо Правление премудрейший Творец положил над людьми своими, да и все в нём околичности свидетельствуют, что оное токмо согласно с самым естеством: того ради сей род Правления есть лучший и полезнейший всех прочих. Вторый называется: Аристократия, то есть, благородных Держава. Сей подвержен многим неспокойствам, смятениям, и весьма разоряющим и печальным следствиям, как то видимо в некоторых народах. Третий называется: Демократия, то есть, народная власть, или держава. Сей, не упоминая бывающих в нём непорядков, всякого смеха достоин, и подобен мирскому сходу наших крестьян….

### Отношения с духовенством. Феофан Прокопович
Отношения Тредиаковского с духовным сословием после возвращения из Европы были неровными. Прежде всего, это объяснялось изданием «Езды в остров любви», которое некоторыми духовными персонами было названо безнравственным и вызвало нападки. О состоянии духа Тредиаковского в тот период свидетельствует письмо Шумахеру от 18 января 1731 года со следующими оценками книги:

Суждения о ней различны соответственно различию людей, их профессий и вкусов. Придворные ею вполне довольны. Среди духовенства одни ко мне благожелательны, другие обвиняют меня, как некогда обвиняли Овидия за его прекрасную книгу, где он рассуждает об искусстве любить, утверждают, что я первый развратитель российского юношества, тем более что до меня оно совершенно не знало чар и сладкой тирании любви. <…> Но оставим этим святошам их бешеное суеверие; они не принадлежат к числу тех, кто может мне вредить. Ведь это — подлые твари, которых в просторечии называют попами.
Оригинальный текст (фр.)Les jugements en sont différents suivant la différence de personnes, de leur professions et de leurs goûts. Ceux qui sont à la cour en sont tout à fait contents. Parmi ceux qui sont du clergé il y en a qui m’en veulent du bien; d’autres, qui s’en prennent à moi, comme jadis on s’en prit à Ovide pour son beau livre dans lequel il traite l’art d’aimer, disant que je suis le premier corrupteur de la jeunesse russienne d’autant plus qu’elle ignorait absolument avant moi les charmes et la douce tyrannie que fait l’amour. <…> Mais passons à ces Tartufes leur folie superstitieuse: ils ne sont pas de ceux qui peuvent me nuire, car c’est la lie que l’on appelle vulgairement les pops.

Несомненно, В. Тредиаковский должен был искать покровителей и в среде высшего духовенства. Результатом стало то, что он оказался в ближайшем окружении Феофана Прокоповича. Свидетельств об обстоятельствах их знакомства не сохранилось, но к 1732 году Василий Кириллович был принят в доме владыки Феофана. Существует предположение, что к их знакомству имел отношение А. Б. Куракин, кроме того, Феофан пользовался большим авторитетом в Академии и мог в той или иной степени способствовать карьере Тредиаковского. Феофана Прокоповича и Тредиаковского могла сближать и общая культурная программа. «Езда в остров любви» была переведена на разговорный русский язык, а в предисловии к ней Тредиаковский цитировал «Духовный регламент» самого Феофана.
Протекция Феофана Прокоповича имела большое значение при столкновении Тредиаковского и архимандрита Платона (Малиновского). С Платоном Тредиаковский должен был взаимодействовать ещё в Славяно-греко-латинской академии, в которой тот с 1724 года исправлял должность префекта. Встречались они и в Москве в 1731 году, когда во время приёма у ректора Славяно-греко-латинской академии Германа (Копцевича) Платон обвинил Тредиаковского в отложении от православия. В позднейшем отчёте говорилось, что Тредиаковский был опрошен:

…каковы учении в чюжих странах он произошел? И Тредиаковской-де сказывал, что слушал он филозофию. И по разговорам о объявленной филозофии во окончании пришло так, что та филозофия самая отейская, яко бы Бога нет. И слыша-де о такой отейской филозофии, разсуждал он, Малиновской, и означенной епископ Герман, что и оной Тредиаковской, по слушании той филозофии, может быть во оном не без повреждения.
По мнению Б. А. Успенского, речь в данном контексте могла идти как об изучении Тредиаковским картезианской философии в университете, так и о католическом богословии, курсы которого он слушал в Сорбонне.
Следующее столкновение Платона (Малиновского) и Тредиаковского произошло уже в Петербурге, из-за некой «псалмы», сочинённой Василием Кирилловичем, которую он осмелился пропеть в присутствии духовных особ в Александро-Невском монастыре. По мнению Б. А. Успенского, Тредиаковский спровоцировал конфликт сам. «Псалма», текст которой не сохранился, была лишь частью духовного концерта св. великомученице Екатерине, который был исполнен в присутствии членов Синода; автором его также был Тредиаковский. Далее на том же концерте по просьбе Феофана (Прокоповича) Тредиаковский публично прочёл сатиру А. Кантемира, направленную против Стефана (Яворского) — сторонника реставрации патриаршества в России. Платон (Малиновский) и поддержавший его архимандрит Евфимий (Колетти) были политическими противниками Феофана и сторонниками Стефана. Уже на следующий день Платон был вынужден просить прощения у поэта, в августе 1732 года были арестованы и Платон, и Евфимий.
Помимо Феофана Прокоповича, Тредиаковский поддерживал отношения с Петром (Смеличем), который в описываемые годы был архимандритом Александро-Невского монастыря и первым советником Синода и вообще являлся одним из самых влиятельных православных иерархов. Существуют свидетельства, что по его приглашению Тредиаковский поселился в монастыре и жил там даже после отъезда Петра в Белгород. В монастыре около 1737 года Тредиаковский перевёл и первый том «Древней истории» Роллена, которым затем занимался в течение 30 лет. В 1738—1739 годы, оказавшись в стеснённых жизненных условиях, Тредиаковский переселился к епископу в Белгород. В дальнейшем Тредиаковский поддерживал короткие отношения с Феодосием (Янковским), с которым познакомился, по-видимому, также в Белгороде. В результате в 1743 году Синод выдал Василию Кирилловичу аттестат, благодаря которому в 1745 году он получил должность профессора Академии наук. В дальнейшем Синод санкционировал его стихотворный перевод «Псалмов» и передал всю прибыль от продажи издания в полное распоряжение автора. По мнению А. Б. Шишкина, всё это было совершенно беспрецедентным явлением в середине XVIII века.

### Первый этап реформы русского стихосложения
Активно занимаясь переводами и самостоятельным творчеством, в 1734—1735 годах Тредиаковский декларировал радикальную реформу русского стихосложения, поскольку обнаружил у силлабических стихов возможность звучать тонически. Реформа была начата публикацией в сентябре 1734 года поздравительной оды новому президенту Академии — Иоганну Корфу:
Есть российска муза, всем и млада, и нова;

А по долгу Ти служить с прочими готова.

Многи Тя сестры ея славят Аполлона;

Ухо но не отврати и от Росска звона.

Слово красно произнесть та хоть не исправна;

Малых по отцам детей и нема речь красна…
14 марта 1735 года по приказу Корфа впервые было созвано собрание переводчиков Академии, которое Тредиаковский упорно именовал Российским собранием; по-видимому, он не оставлял надежды придать техническому совещанию значение литературной Академии. В речи на открытии собрания Тредиаковский не только критиковал существовавшее тогда в России стихосложение, но и намекал на то, что знает, как можно его изменить. Через несколько месяцев он опубликовал «Новый и краткий способ к сложению российских стихов», в котором впервые дал описание стопы как основной меры стиха, ввёл понятие долготы и краткости слогов, причём отлично понимал, что долгота и краткость в русском языке не аналогична древнегреческой и латинской. Здесь же был введён термин «тонический»; к трактату прилагался сборник стихотворений, которые были образцами и эталонами разных жанров — рондо, эпиграмма, сонет, элегия и т. д. Все они написаны новыми тоническими стихами, среди которых преобладал 7-стопный хорей.
В своём трактате 1735 года Тредиаковский дал девять определений основных стихотворных терминов — стих, слог, стопа, полустишие, пресечение (так он называл цезуру), рифма, перенос и так далее. Понятия стопы было ненужным для силлабического стихосложения, но Тредиаковский отлично понимал, что в русском языке она сильно отличается от античной, в которой понималась как сочетание долгих и кратких слогов. В описании Тредиаковского долгим слогом именовался ударный, а коротким — безударный.
По словам О. В. Лебедевой, «именно стихи, написанные собственным метром Тредиаковского, наиболее показательны для его индивидуальной поэтической манеры; в них сложились и основные стилевые закономерности лирики Тредиаковского, сделавшие его неповторимый стиль объектом многочисленных насмешек и пародий и послужившие главной причиной стойкой репутации Тредиаковского как плохого поэта». Причина заключалась в том, что Василий Кириллович, имея классическое образование, считал стихотворной нормой латинское стихосложение, к которому пытался приспособить русские стихи, особенно написанные в своём излюбленном метре. Эстетическим манифестом Тредиаковского стала «Эпистола от Российской поэзии к Аполлину», в котором перечислялись его собственные заслуги. Для стихотворений, приложенных к «Новому и краткому способу…», характерна намеренная затруднённость поэтической речи и темнота смысла, восходящая как к свободному порядку слов латинского языка, так и к классицистической интерпретации стихов как «украшенной речи» и «побеждённой трудности». Творческое кредо Тредиаковского требовало в качестве основного метода инверсию — нарушения порядка слов в синтаксических единицах («Эпистола от российской поэзии к Аполлину», 390—391):
Девяти парнасских сестр, купно Геликона,

О начальник Аполлин, и пермесска звона! <…>

Посылаю ти сию, Росска поэзия,

Кланяяся до земли, должно что, самыя. <…>

Галлы ею в свет уже славны пронеслися,

Цесарем что, но давно, варвары звалися.
В приведённом примере присутствуют все типичные для Тредиаковского приёмы инверсии — подлежащее, разрывающее ряд однородных членов, инверсия подлежащего и сказуемого, разрыв определяемого слова и определения обстоятельством образа действия, которое относится к сказуемому, исключительная любовь к восклицательным междометиям. Главной целью реформы Тредиаковского на начальном этапе было максимальное разделение стихотворной и прозаической речи. Междометия имели и техническое назначение — они должны были «подогнать» стих к нужному ритму чередования ударных и безударных слогов. По мере развития технического мастерства Тредиаковского-поэта количество междометий, используемых им в текстах, заметно сократилось. По замечанию О. В. Лебедевой, характерным признаком латинской поэзии является вариативность произношения слов, что объяснялось принципиальной важностью позиции долгих гласных в поэтическом тексте и отсутствия жёсткой их закреплённости в прозе. Поэтическое ударение в латинских словах не совпадало с реальным ударением. Тредиаковский по латинскому образцу смещал ударения в русских словах сообразно закономерности чередования ударных и безударных слогов в стихе.
В ранней силлабо-тонике Тредиаковского также обозначилась важнейшая особенность его индивидуального стиля: технической свободе инверсии и обращения со звуковым рядом соответствовала свобода в подборе лексики и словосочетаний. В пределах одного стиха он мог позволить себе совмещение самых архаических церковнославянизмов с просторечием и даже сниженной лексикой. Однако это свойство стало заметнее в 1740-е годы и позднее.
По словам А. Ю. Алексеевой, «новый способ стихосложения имел сенсационный успех в среде молодых петербургских поэтов, близких к Академии наук. На удивление легко они переходили в новую веру и один за другим осваивали „правильное стихотворение“. Писать силлабикой в этой среде казалось уже неприличным». Быстрее всего приспособились к новому поэтическому строю школьные поэты из духовных семинарий и академий — вероятно, сказывалась общая с Тредиаковским интеллектуальная и социальная среда. Молодой Сумароков также был активным сторонником реформы Тредиаковского, за что потом его укорял Ломоносов. По замечанию Л. В. Пумпянского, «в провинции пишут стихом Тредиаковского ещё в начале 1750-х годов».

### Шутовская свадьба 1740 года
В 1739 году Тредиаковский приехал из Белгорода в Петербург и вернулся к обычным обязанностям переводчика Академии. Из его работ того периода выделяется перевод на латинский язык речи Амвросия (Юшкевича) по случаю бракосочетания Антона Ульриха и Анны Леопольдовны. Далее в его жизни произошла трагедия, после которой он окончательно утратил свои позиции при дворе. Речь идёт о его участии против воли в шутовской свадьбе в «Ледяном доме», что началось с чрезвычайно небезобидного розыгрыша.
Здравствуйте женившись дурак и дура,

еще и блядочка, то-та и фигура.

Теперь-то прямое время вам повеселится,

теперь-то всячески поезжанам должно бесится,

Кваснин дурак и Буженинова блядка

сошлись любовно, но любовь их гадка.

Ну мордва, ну чуваша, ну самоеды,

Начните веселые молоды деды.

Балалайки, гудки, рожки и волынки,

сберите и вы бурлацки рынки,

плешницы, волочайки и скверные бляди,

ах вижу как вы теперь ради,

гремите, гудите, брянчите, скачите,

шалите, кричите, пляшите,

Свищи весна, свищи красна.

не можно вам иметь лучшее время,

спрягся ханской сын, взял хамское племя.

Ханской сын Кваснин, Буженинова хамка,

Кому того не видно кажет их осанка!

О, пара! О, нестара!

Не жить они станут, но зоблют сахар,

А как он устанет, то другой будет пахарь.

Ей и двоих иметь диковинки нету,

Знает она и десять для привету.

Так надлежит новобрачным приветствовать ныне,

дабы они во все свое время жили в благостыне.

Спалось бы им, да вралось, пилось бы, да елось.

Здравствуйте женившись дурак и дурка,

и еще блядочка то-та и фигурка.
4 февраля 1740 года вечером на дом к Тредиаковскому прибыл кадет Криницын и вызвал Василия Кирилловича в Кабинет, то есть в правительство, что сильно испугало литератора. Криницын отвёз Тредиаковского на Слоновый двор, где велись приготовления к шутовскому действу, возглавлял которые кабинет-министр А. П. Волынский. Тредиаковский пожаловался на самоуправство кадета, в ответ Волынский избил поэта, в чём помогал и Криницын. После экзекуции Тредиаковскому было велено сочинить шутовское приветствие на заданную тему и прочесть стихи непосредственно на свадьбе, то есть оказаться в роли шута. После того, как Тредиаковский сочинил эти стихи, его отвезли в Маскарадную комиссию, в которой он провёл две ночи под стражей. Там его вновь жестоко избили, обрядили в шутовское платье и заставили участвовать в действе. Эти события были описаны самим Василием Кирилловичем в рапорте Академии от 10 февраля 1740 года и прошении на Высочайшее имя, направленном в апреле. На первых порах рапорт и прошение остались без ответа.
По описанию К. Г. Манштейна, князь М. А. Голицын был обращён в шута из-за женитьбы на итальянке, ради которой он перешёл в католичество. Та же судьба ожидала и его зятя — А. П. Апраксина. По замечанию Б. Успенского, из шести шутов Анны Иоанновны четверо были католиками, и именно по этой линии следует искать причины вовлечения в действо Тредиаковского. Кроме того, шутовские обычаи при дворе Анны Иоанновны преемственно были связаны с «потешными церемониями» Петра I и, в частности, с «Всешутейшим собором».
В описании шутовской свадьбы в Ледяном доме упоминается и выступление Тредиаковского — его шутовские вирши именуются «казаньем» или же «срамным казанием». По-видимому, это полонизм, восходящий к пол. kazanie — «проповедь», что могло иметь и католические коннотации. В этом контексте важно то, что кабинет-министру А. Волынскому могли быть хорошо известны связи Тредиаковского с католиками, поскольку в 1719—1724 годах он был астраханским губернатором, а также был связан с А. Ф. Хрущовым, который был знаком с княгиней И. Долгорукой. Скорее всего, Тредиаковский не был случайной жертвой произвола, тем более, что митрополит Казанский Сильвестр (Холмский), причастный к миссии Жюбе, имел отношение и к отстранению Волынского от поста казанского губернатора, что усилило его раздражение против духовных лиц вообще и конкретных персон ниже его по положению.
По словам Б. Успенского, участие Тредиаковского в «дурацкой свадьбе» было одним из самых трагических эпизодов в его жизни. Формально всё окончилось для Василия Кирилловича благополучно: после опалы А. Волынского он был признан невинно пострадавшим и вознаграждён «за бесчестье и увечье» в сумме годового жалованья — то есть 360 рублей, избиение стало одним из обвинений, выдвинутых экс-министру. Тем не менее эта история чрезвычайно сильно повредила репутации Тредиаковского, в том числе и посмертной.

## Тредиаковский и Академия наук (1740—1759)

### Деятельность Тредиаковского в 1740-е годы. Избрание в Академию
23 февраля 1740 года Тредиаковский по Высочайшему повелению был прикомандирован к французскому посланнику Жаку де Шетарди, который находился в Москве. В старой столице Василий Кириллович пробыл наездами до конца 1742 года, живя в одном доме с духовным лицом из французской свиты. Кончина Анны Иоанновны и последующие события вплоть до переворота 1741 года прошли в отдалении от бывшего придворного поэта. Его положение стремительно менялось, как в академическом, так и в политическом смысле. Российское собрание ещё в январе 1740 года получило из Фрейбурга «Письмо о правилах российского стихотворства» студента Михайлы Ломоносова, содержащее иронические выпады против Тредиаковского. Василий Кириллович, только что переживший шутовскую свадьбу, крайне болезненно воспринял критику и идеи Ломоносова. Он составил ответ за подписью всего Российского собрания, но в результате его ведущие члены — В. Е. Адодуров и И. И. Тауберт — воспрепятствовали отправке письма за границу как «наполненного учёными ссорами». По мнению Н. Ю. Алексеевой, и насмешки Ломоносова, и позиция, занятая бывшими учениками, коллегами и единомышленниками Тредиаковского и отдающая пренебрежением, были выражением неких тенденций при дворе, в Академии и русской поэзии, которых Тредиаковский вовремя не заметил. Собственно, свою реформу стихосложения Ломоносов декларировал ещё в 1738 году силлабо-тоническим переводом оды Фенелона, направленным в Собрание, — Тредиаковский тогда всё ещё находился в Белгороде. После ломоносовский оды «На взятие Хотина» 1739 года Тредиаковскому более не давали для перевода стихов и од. Произведения западной поэзии с этого периода поручали Адодурову, который передавал их смысл прозой. Более в академической среде Тредиаковский не воспринимался как авторитет в области поэзии, а возвращение в Петербург Ломоносова означало, что «время Тредиаковского навсегда ушло», но он это понял далеко не сразу.
В начале 1742 года по приказу новой императрицы Елизаветы Петровны Тредиаковский был вновь откомандирован в Москву в связи с прибытием Морица, графа Саксонского, претендовавшего на курляндский престол. Его прошение на имя государыни сохранилось в переводе Тредиаковского на русский язык. По совету А. Б. Куракина, Тредиаковский попытался напомнить о себе Елизавете Петровне одой на коронацию, которая состоялась в Москве 24 апреля 1742 года. Стихотворение оставило равнодушной новую императрицу, больше он не пытался создавать «подносных» произведений. На фоне Ломоносова 40-летний Тредиаковский казался архаичным: коронационная ода написана силлабическим стихом средней длины, который в Академии уже представлялся неприемлемым для русской поэзии. Василию Кирилловичу предстояло заново найти своё место в жизни и культуре.
В Москве изменилось и семейное положение Тредиаковского: 12 ноября 1742 года Василий Кириллович женился на дочери протоколиста Оренбургской комиссии Марье Филипповне Сибилевой, однако сведений о семье сохранилось очень мало. Например, неизвестна точная дата рождения сына Льва (около 1746—1812) — будущего рязанского, ярославского и смоленского губернатора. После возвращения из Москвы Тредиаковский предпринял ряд усилий, чтобы повысить своё положение в Академии и, соответственно, получаемое жалованье. В мае 1743 года он подал «доношение» с подробным перечислением своих трудов и заслуг, однако оно осталось без ответа. В августе он повторно подал документы, желая получить должность библиотекаря Академии, и одновременно подал заявление на получение должности профессора элоквенции, апеллируя к новому президенту Академии — Нартову, который затеял борьбу с иностранным засильем в российской науке. Однако Конференция Академии 10 октября 1743 года под формальным предлогом (в Академии имелась только одна штатная единица по литературе латинской и русской, занятая Штелиным) Тредиаковскому отказала. Тогда Тредиаковский обратился в Святейший Синод и в результате 4 ноября 1743 года получил оттуда аттестат, собственноручно выполненную копию которого представил Академии. В аттестате, за подписью архиепископа Амвросия и архимандрита Платона, говорилось:

«…оные его сочинения виды по точным правилам элоквенции произведены, что чистыми избранными словами украшены, и что по всему тому явно есть, яко он не несколько, но толико происшел в элоквенции, си есть, в красноречии Российском и Латинском, что праведно надлежащее в том искусство приписатися ему долженствует».
29 ноября президент Академии А. Нартов представил в Сенат прошение о назначении Тредиаковского профессором с окладом 500 рублей в год, однако дело вновь застопорилось. 28 февраля 1744 года Тредиаковский обратился в Сенат самолично, ответ был получен только через год — 2 февраля 1745 года. Императрица Елизавета Петровна подписала указ о назначении 25 июля 1745 года, в этот день звание профессора Академии было одновременно пожаловано Тредиаковскому и Ломоносову, а звание адъюнкта — Крашенинникову. Назначение имело и материальное измерение — жалованье профессора равнялось 660 рублям в год. Однако при этом была нарушена академическая процедура, и с самого начала Тредиаковский восстановил против себя коллег. Звание профессора Академии в те времена не предполагало преподавания, регулярные занятия в Академическом университете начались только с 1746 года, и в контракте основными занятиями Тредиаковского остались переводы научной литературы. В связи с начавшейся между ним, Ломоносовым и Сумароковым «литературной войной» он перестал писать стихи.

### Филологические работы
Статьи и трактаты Тредиаковского второй половины 1740-х годов, возможно, были отражением его желания оправдать новое академическое звание. В 1745 году Академия и Сенат вели переписку относительно возможности опубликовать в переводе Тредиаковского «Древней истории» Роллена, переводом которой он занимался ещё с 1737 года. По запросу Академической Конференции, 17 октября 1745 года Тредиаковский представил готовый перевод трёх первых томов. Дело, однако, продолжало тянуться. Между тем в 1745 году для нужд Академической гимназии потребовался немецко-французско-русский разговорник, взамен издания 1738 года, и Тредиаковскому поручили исправление русского текста. Тредиаковский не просто отредактировал текст, но и представил на латинском языке статью об окончаниях имён прилагательных в русском языке («Deрlurali nominum adjectivorum integrorum, Russica lingua scribendorum terminatione»). Василий Кириллович впервые выступил с проектом орфографической реформы, предложив, чтобы в печатаемых Академией книгах окончания прилагательных в именительном падеже мужского пола множественного числа печатались на «и», женского — на «е», а среднего — на «я» (взамен существовавшего: мужского рода — на «е», женского и среднего — на «я»). Проект вызвал полемику с Ломоносовым, в которой остальные академики не участвовали, а Шумахер инициативу не поддержал.
Только в 1747 году Академия постановила печатать «Древнюю историю» Роллена тиражом 600 экз., и готовые три первых тома были направлены в типографию. Тогда же Придворная контора к 5-летию коронации Елизаветы Петровны поручила Тредиаковскому перевести с французского языка некую «оперу», которая и была напечатана на французском, русском и итальянском языках. По-видимому, это был «Митридат» Расина, сыгранный в придворном театре 26 апреля. Тогда же В. Тредиаковский перевёл немецко-французский разговорник Плацена на латинский язык и опубликовал трактат об исчислении Пасхи «Математические и исторические наблюдения о сыскании Пасхи по старому и новому стилю». В марте 1747 года Тредиаковский был командирован в Новгород и Москву для отбора и экзаменования людей, достойных занять место в учебных заведениях Академии. Предполагалось набрать 30 человек; из рекомендованных Василием Кирилловичем впоследствии двое сделались профессорами Московского университета, один — магистром, один — адъюнктом, ещё несколько человек назначены переводчиками.
30 октября 1747 года в сильном пожаре у себя дома Тредиаковский лишился всего имущества. 2 ноября он просил у Академии выдать ему жалованье за следующий, 1748 год, академическая канцелярия, однако, распорядилась выдать только 110 рублей, положенных ему за сентябрь и октябрь. Впрочем, в тот же день распоряжением императрицы погорелец Тредиаковский должен был получить для распространения в свою пользу книги, изданные типографией Академии, на сумму 2000 рублей. Это не улучшило положения учёного, поскольку 5 декабря в главном здании Академии тоже произошёл сильный пожар. В конце концов канцелярия Академии выдала Тредиаковскому 4000 экз. календарей на 1749 год, но с условием, что он пустит их в продажу не ранее 1 января того же года.

#### «Разговор об ортографии»
В 1748 году увидел свет громоздкий трактат Тредиаковского «Разговор об ортографии», то есть о русских звуках, буквах и шрифтах. Издан он был на средства друзей и покровителей учёного, которые пожелали остаться неизвестными; и это несмотря на то, что первоначально отпечатанный тираж погиб при пожаре в доме автора. По словам Н. Алексеевой, трактат знаменовал оформление ранее только проступавших в Тредиаковском черт филолога. Тредиаковский, явно в подражание французским современникам или памятуя о своих ранних притязаниях поэта-законодателя, стремился быть занимательным и построил трактат в форме диалога, взяв за основу «Разговор о правильном латинском произношении греческого» Эразма Роттердамского. Результат в известном смысле был неожиданным: Тредиаковский совершенно сознательно дистанцировался от элитных читателей в Академии и при дворе, адресуясь к широким массам грамотеев («простым людям и ученикам, для которых наибольше я трудился»). В академической среде, ориентированной на классицизм, манера Тредиаковского была воспринята как «учёное балагурство», о чём с возмущением писал Г. Теплов.
Основой его собственного учения об орфографии было стремление приблизить русское правописание к фонетической его основе: «Орфография моя большею частию есть по изглашению для слуха, а не по произведению ради ока…». При этом Тредиаковский, как и в случае с обращением к опыту гуманизма Эразма, а не современного ему классицизма, настаивал на необходимости сохранения славянской основы русского языка. В дальнейшем, переводя «Аргениду», он хвалился, что «…почитай ни одного от меня в сем… переводе не употреблено чужестранного слова, сколько б которые у нас ныне в употреблении ни были, но все возможные изобразил нарочно, кроме мифологических, славено-российскими равномерными речами». Г. О. Винокур отметил, что «большинство его положений, касающихся фонетики, оказывается соответствующим действительности, причём надо непременно иметь в виду то, что в установлении этих положений Тредиаковский не имел предшественников и был подлинным пионером науки… Несомненен его научный приоритет в истории русской фонетики по целому ряду пунктов… Тредиаковский предстаёт перед нами как пионер русской фонетики, стоящий намного выше всех своих современников».
Вместе с тем Тредиаковский впервые описал феномен так называемой народной этимологии:

«Солдатство наше из расттаг, немецкого слова, значащего отдохновения день, сделало по-нашему роздых… или как простолюдины наши читаделлу, итальянское слово, называют по-своему чудоделом для сходства ж в звоне»
Тредиаковский в средневековом схоластическом духе пытался искать славянские корни в иностранных словах и доказывал древность славянской и русской государственности, которая в глубокой древности оказывала влияние на окружающие народы; он полемизировал с «Историей Скифии» Байера. Сами по себе его «открытия» лишены каких бы то ни было лингвистических обоснований: «Аллемания» — «Холмания» (в ней много холмов), «Саксония» — «Сажония» (в ней много садов), «Балтийское море» от «балда» (овальная фигура), «турки» — «юрки (то есть вольноходцы)», «Кельты» — «желты (то есть светлорусы)».
Собственно орфографическая реформа, предложенная Тредиаковским, существенно опередила своё время. Л. Пумпянский связывал её с французскими проектами, вероятно, ему известными. В основе теории Тредиаковского лежал ещё античный тезис Квинтилиана: «каждая буква… заключает в самой себе основание, по какому она полагается в этой, а не в другой части слога для означения определённого звука». В результате, с присущим ему догматизмом, Василий Кириллович затеял борьбу с сосуществованием в русском алфавите «и» и «i», причём предлагал во всех случаях использовать «и десятеричное». Отказался он и от второго «з», но писал его как французское «s», а также предложил изгнать из языка титла и лигатуры. Из экзотических его предложений выделяется отказ от буквы «щ», которую он предложил заменить на сочетание «шч». «Э» он заменял на «е» («етот»), но зато предложил второй знак для йотированного е (если, ей). Отвергая букву «ѣ», он был готов пойти на компромисс с духовенством в этом вопросе. Тредиаковский пытался свои произведения печатать последовательно в собственной орфографии:

…неверные буквы проізошлі от неісправного выговора і от слѣпого незнанія і сверх того Ешче протівны древності нашего яsыка.
Впрочем, эксперименты длились недолго, хотя на некоторых аспектах своей реформы («единитных палочках», которые должны были графически обозначать интонации) Тредиаковский настаивал до конца жизни. Эти эксперименты вызывали недоумение и насмешки современников, не понимавших догматичности мышления Василия Кирилловича, который облекал свои новаторские идеи в схоластические формы. В эпоху господства стиля Ломоносова это выглядело, по меньшей мере, странно.
В примечаниях к «Разговору об ортографии» Тредиаковский поместил несколько переводов латинских отрывков, которые указывают на начало новой работы, которая приведёт к созданию «Телемахиды». При переводе Горация он впервые использовал ямб: «Как лист с древес в лесах погодно опадает, Так век старинных слов в языке пропадает…», а для перевода Овидия — дактило-хореический гекзаметр:
Всяк о полезном сперва, не о хвальном печется прилежно,

И с Фортуной стоит Верность и падает с ней.

Скоро найти одного из тысяч отнюдь не надежно,

Кто б добродетель себе ж платою мнил от людей;

Самая честь правоты без награды хоть красная нежно,

Только ж не льстит, и жаль даром быть доброй при сей.
После выхода «Разговоров об ортографии» президент Академии К. Разумовский поручил Тредиаковскому перевод аллегорического романа «Аргенида».

#### «Аргенида»
19 марта 1749 года Тредиаковский в очередной раз пострадал от пожара на Васильевском острове (в 10-й линии которого располагался его дом). Из письма Шумахера к Теплову следует, что Тредиаковский лишился кухни и конюшни, но, по крайней мере, не пострадали книги и рукописи. В 1747 году у Тредиаковского погибли как рукописи оконченного перевода «Истории» Роллена (и он начал перевод заново), так и уже отпечатанные в Академической типографии тома. Это не помешало уже в том же году представить в Академию законченный перевод «Аргениды», данный на рассмотрение Ломоносову, который отметил высокое его качество. 21 августа 1750 года было начато печатание романа в пяти томах, каждый тиражом 1250 экз.
Роман Барклая «Аргенида», написанный на латинском языке прозой и стихами, имел чрезвычайно сложный сюжет со множеством ответвлений и вставных эпизодов. В основе его лежала авантюрно-любовная фабула: дочь сицилийского царя Мелеандра — Аргенида — влюблена в Полиарха, верного царского слугу, который был оклеветан царским фаворитом и тайным мятежником Ликогеном и приговорён к смерти. После огромного количества бедствий и приключений влюблённые смогли соединиться. Однако главной в «Аргениде» была политическая линия, поскольку роман был откровенной апологией наследственной абсолютной монархии. В основу романной фабулы, хотя и скрытой за античными именами, была положена реальная история Франции XVI века — борьбы короля, гугенотов и Лиги. Одновременно автор представил своего рода учебник для идеального монарха, что отлично понимал и Тредиаковский: «Намерение авторово в сложении толь великия повести состоит в том, чтоб предложить совершенное наставление, как поступать государю и править государством». Огромный успех «Аргениды» объяснялся именно её идеологией просвещённого абсолютизма, даже Ломоносов признавал роман Барклая одним из самых значительных произведений мировой литературы.
Современные исследователи отмечают, что «Аргенида» сыграла колоссальную роль в эволюции Тредиаковского как литератора. По мнению Н. Ю. Алексеевой, именно к концу 1740-х годов он был готов «…к осуществлению не просто перевода, какой сделал некогда в молодые годы, а перевода в настоящем смысле художественного. Размышления о стиле, опыт переводов новолатинской прозы и наконец уже начатые эксперименты при переводе латинских гекзаметров позволили ему сделать русский перевод превосходящим переводы на другие иностранные языки этого знаменитого романа. Все тридцать семь стихотворений „Аргениды“ Тредиаковский перевел эквиметрично (равным размером) латинским оригиналам, добиваясь от русского стиха имитации латинского звучания и нередко благородства в стиле. <…> В работе над переводами стихотворений из „Аргениды“ и обязательно сопутствующими им стиховедческими исследованиями Тредиаковский возродился и как поэт, и как теоретик стиха».
Достижения Тредиаковского в деле создания русского гекзаметра при переводе «Аргениды» отмечал и Л. Пумпянский.
Первый Феб, говорят, любодейство с Венерою Марса

Мог усмотреть: сей бог зрит все, что случается, первый.

Видя ж то, поскорбел и Вулкану, Венерину мужу,

Ложа неверность притом показал и неверности место.

…………………

Спешно Вулкан растворил слоновые створчаты двери,

Всех и богов туда впустил. Лежат те бесчестно,

Хоть и желал бы другой быть бог в бесчестии равном.

Боги все, животы надрывая, смеялись и долго

Был сей случай везде всеведомым смехом на небе.
Тредиаковский впервые правильно решил вопрос о природе русского гекзаметра, заменив античную долготу и краткость слога чередованием ударных и неударных слогов; то есть он не переносил механически античную метрику, а создал тоническое соответствие, сохранив притом античный колорит (местами даже допуская прямые латинизмы). Данный гекзаметр из первого тома «Аргениды» содержательно является переводом стихов из IV книга Овидиевых «Метаморфоз», но по стилю и фразеологии приближен к Гомеру.
Гораздо сложнее обстояло со стилем прозаического перевода: по оценке Л. Пумпянского, Тредиаковский пошёл в «Аргениде» на сплошную латинизацию синтаксиса русского языка, беспримерную во всей русской литературе. Оригинал романа ценился в Европе, в том числе за лёгкость своего неолатинского слога, но у Тредиаковского «перевод вышел более латинским, чем в подлиннике». Пумпянский приводил следующую фразу из 29 главы шестой части пятого тома: «слышащему имя Сицилии и что оттуда есть письмо, также что и присланный нечто важное своим трепетом предъявляет, все сие показалось Геланору довольною причиною к разбуждению Полиарха» (то есть когда Геланор услышал… ему это показалось достаточной причиной, чтобы разбудить…). По его оценке, в некоторых случаях, чтобы понять фразу, нужно обратиться к оригиналу романа.

### «Литературная война» Тредиаковского, Ломоносова и Сумарокова
Практически вся середина XVIII века для русской литературы ознаменовалась серьёзной и чрезвычайно напряжённой литературной борьбой, главное место в которой занял конфликт между Тредиаковским и Сумароковым. Результаты этого конфликта оказались чрезвычайно продуктивными, в ходе борьбы возникли новые литературные жанры — первые русские комедии и пародии на индивидуальный стиль, а также литературная критика как таковая. Личный и творческий конфликт Тредиаковского и Сумарокова вызревал исподволь с начала 1740-х годов и перешёл в открытую фазу в 1748-м. Последнее было связано с изданием трагедии «Хорев», означавшим притязания Сумарокова на полностью самостоятельную позицию в русской литературе. Сумароков тем самым отходил от роли модного светского стихотворца — каким в своё время был и Тредиаковский — и претендовал на создание программного произведения в одном из ключевых жанров классицизма. Не случайно современники впоследствии называли его «российским Вольтером и Расином». Хотя до нас не дошли отзывы Ломоносова и Тредиаковского на «Хорева» времени его создания и первой публикации, нет сомнений, что они были недоброжелательными; Сумароков был поставлен перед необходимостью защищать как своё творение, так и стилевые и политические притязания.
Первый поэтический спор Тредиаковского, Ломоносова и Сумарокова прошёл в 1743—1744 годах, главным свидетельством чего стала небольшая книжка «Три оды парафрастические псалма 143, сочинённые через трёх стихотворцев, из которых каждый одну сложил особливо». Ещё А. Куник обращал внимание на то, что данный спор уникален в истории русской литературы тем, что тяжущиеся стороны обратились для суда к публике. Первое в России поэтическое состязание стало одновременно дискуссией о семантике стихотворного размера в условиях, когда классицистская традиция, прикрепляющая семантику к определённому размеру, ещё только формировалась. Летом 1743 года трое писателей встретились и обсудили проблему: Тредиаковский в своём «Способе…» 1735 года утверждал, что героический стих должен быть непременно хореическим, Ломоносов в «Письме о правилах российского стихотворства» принял мысль о соотнесённости метра, жанра и семантики, но одический стиль связывал с ямбом. Далее Тредиаковский сообщил, что метр изначально не определяет семантики, а одический или элегический стиль зависит от используемой системы образов и лексики. Ломоносов с ним не согласился, ибо полагал, что метру свойственна особая ритмическая интонация, Сумароков примкнул к нему.
Рациональные аргументы не устраивали обе стороны, поэтому вместо обмена контраргументами Сумароков предложил поэтам сочинить одическое переложение из Псалтири, причём сам Сумароков и Ломоносов должны были сделать его ямбом, а Тредиаковский хореем. То есть, если недостаточно индивидуальной эстетической оценки стихотворца, судьёй должен был выступить «свет». Оды были напечатаны анонимно, но Тредиаковский написал к изданию предисловие, в котором привёл суть спора и славянский текст псалма. Тираж составил 500 экз., из которых 200 печаталось за счёт Академии наук для продажи и 300 — за счёт авторов. А. Шишкин отмечал, что книжка «Трёх од» была снабжена эпиграфом из «Науки поэзии» Горация, что напрямую выводило литературный спор в измерение европейского классицизма, в котором основными функциями поэта было подражание и состязание, причём в данном конкретном споре поэты состязались не только друг с другом, но и с библейским царём Давидом. Главной их задачей было повысить эстетическое качество словесного переложения, в результате Тредиаковский применил амплификацию — то есть словесное распространение, его ода состояла из 130 строк; у Ломоносова — 60, у Сумарокова — 66. Тредиаковский превратил первые четыре слова псалма в 10 строк одической строфы. Данный спор не кончился ничем, поскольку все трое поэтов признали друг друга равноправными в «согласии разума».
В 1748 году Сумароков издал трагедию «Гамлет» и две «Эпистолы», последние были насыщены личными выпадами и против Тредиаковского, и против Ломоносова. В стихах 21—44 «Эпистолы» прямо говорилось, что в России нет хороших писателей, а сверх того, содержались прямые издевательства по адресу орфографической реформы Тредиаковского. Насмешки над Ломоносовым пояснялись его попыткой навязать российскому красноречию чужеродную традицию, а переводческая деятельность Тредиаковского названа неудачной, высокопарной, пустой и невнятной. Прохождение «Гамлета» и «Эпистол» через академическую цензуру вызвало к жизни совершенно новый институт рецензирования, что не имело прецедентов в тогдашней русской культуре. При этом Тредиаковскому на «освидетельствование» рукописи Сумарокова было дано 24 часа, после чего он был обязан передать её Ломоносову; обе рецензии были датированы 10 октября 1748 года. Через пару дней история повторилась с «Двумя эпистолами», причём отзывы Ломоносова были уклончивыми и двусмысленными, он не хотел конфликтовать с Сумароковым, имевшим высоких покровителей. Тредиаковский, с его взрывным темпераментом, тем самым подставил себя под удар ответной критики и начальственного гнева; Сумароков явно не хотел идти на примирение и даже заключил с Ломоносовым тактическое соглашение. В 1750 году «Две эпистолы» с добавленным четверостишием, содержащим грубые выпады против Тредиаковского, вышли из печати. Василий Кириллович смог ответить на это рядом выпадов в предисловии к готовящему к изданию переводу «Аргениды» Барклая и в результате был вынужден убрать их при наборе текста.
В том же 1750 году Сумароков издал первую русскую комедию «Тресотиниус», также имевшую явно антитредиаковскую направленность, а Василий Кириллович явно опознавался современниками в образе жениха-педанта. По тексту комедии было разбросано множество намёков на творческую манеру Тредиаковского, особенности его стиля; много скрытых цитат из «Езды в остров любви» и «Разговора об ортографии». В ответ весной 1750 года Тредиаковский создал пространное «Письмо от приятеля к приятелю» — первый образец русской литературной критики. А. С. Курилов отметил фантастическое многообразие форм критики, представленное в «Письме» Тредиаковского. Несмотря на многочисленные личные выпады, критика эта носит научный, стиховедческий и литературоведческий характер и касается всего творчества Сумарокова. Собственно, критика «Тресотиниуса» началась с констатации нарушения законов жанра (классицистских с чётким членением и наличием завязки, кульминации и развязки) и театральных «регулов», а потому «комедия сия недостойна имени комедии».

«…она сочинена только для того, чтоб ей быть не язвительною токмо, но и почитай убийственною чести сатирою, или лучше, новым, но точным пасквилем, чего впрочем на театре во всем свете не бывает: ибо комедия делается для исправления нравов в целом обществе, а не для убиения чести в некотором человеке».
Критика нелогичности сюжета и жанровых несоответствий приводит Тредиаковского к заявлению о неоригинальности произведений Сумарокова вообще и его творческой ограниченности. Все суждения Василия Кирилловича — констатирующие, а не оценочные, иными словами, он активно и сознательно пользовался литературоведческими приёмами. Самым ярким примером этого подхода явился разбор трагедии «Хорев», помещённый далее. Поскольку в те времена особое внимание уделялось грамматической критике художественных произведений, Тредиаковский использовал методы, уже применённые против него Сумароковым. Он уличал его в неправильном использовании падежей и родов, наиболее часто прибегая к семантической критике, обращая внимание на неправильное словоупотребление. Первые исследователи филологических взглядов Василия Кирилловича считали это бессмысленной критикой педанта, однако в трудах В. М. Живова показано, что Тредиаковский к тому времени перешёл на позиции рационалистического пуризма в языке. Критикуя Сумарокова с социолингвистической позиции, то есть обвиняя его в использовании «площадных» выражений, он лишь использовал методы и ярлыки, усвоенные им из французской полемики. Не будучи дворянином, Тредиаковский выдвигал на первый план учёность и историческое знание и противопоставлял их аристократической элите, за которую Сумароков ратовал и которую даже концептуализировал по типу европейского рыцарства.
Как и в случае с антисумароковскими пассажами в предисловии к «Аргениде», остроумный и язвительный ответ Тредиаковского остался в рукописи. Литературная война 1748—1750 годов была Тредиаковским проиграна, а он сам подвергся ещё одному осмеянию в новой комедии Сумарокова «Чудовищи», быстро написанной в середине 1750 года. Обе комедии Сумарокова были поставлены на сцене придворного театра в присутствии императрицы Елизаветы Петровны, наследника престола Петра Фёдоровича и его супруги — будущей императрицы Екатерины. Тредиаковский превратился в посмешище при дворе, что сыграло крайне неблагоприятную роль в его дальнейшей жизни и карьере. Вполне возможно, что отношение к нему и его «Телемахиде» со стороны Екатерины Алексеевны закладывалось уже во время «литературной войны» и во многом определялось насмешками Сумарокова. Тредиаковский оказался отвергнут элитарным обществом, его место в современной ему филологии и критике занял Ломоносов, а в поэзии и драматургии — Сумароков. Л. Пумпянский констатировал:

Литературное одиночество Тредиаковского объясняется и тем, что он не понял Ломоносова, а заодно тем, что Сумароков и его ученики не поняли его, Тредиаковского.

### «Сочинения и переводы как стихами, так и прозою»
29 сентября 1750 года президент Академии граф Разумовский огласил изустный указ императрицы, которым повелевалось профессорам Ломоносову и Тредиаковскому «сочинить по трагедии». Тредиаковский серьёзно подошёл к делу и даже отверг срочный перевод оперного либретто к придворной постановке 26 ноября. Вскоре президент Разумовский слушал авторское чтение уже написанной части и приказал скорейшим образом её напечатать к новому году. Трагедия была на античный сюжет и получила название «Деидамия»: её фабула основана на сказании о юноше Ахиллесе, которого мать, Фетида, скрыла на острове Скиросе в женском одеянии под именем Пирры, чтобы избавить его от участия в Троянской войне. Работа шла очень быстро. Два первых акта поступили в академическую типографию, планировалось даже вырезать гравюру по сюжету драмы. Н. Алексеева отмечала, что хотя Тредиаковский ещё в юности создал две школьные драмы и далее во множестве переводил итальянские и французские комедии, оперы и оперетты, но, по-видимому, не имел выработанной теории драмы. Он срочно обратился к классическому во Франции труду П. Брюмуара. На этом фоне печатание трагедии было запрещено, чем Тредиаковский был сильно обескуражен. Трагедия Ломоносова «Тамира и Селим» была издана и сыграна на сцене. В конечном итоге «Деидамия» была напечатана только в 1775 году, по завещанию автора она была снабжена посвящением Сумарокову.
Сильным ударом для Тредиаковского было повышение в звании Ломоносова: с 1 марта 1751 года он был произведён в коллежские советники с жалованьем в 1200 рублей. Василий Кириллович попытался обратиться с прошением о повышении жалованья; после отказа Разумовского он заболел, о чём уведомлял Шумахера. С тех пор материальное положение Тредиаковского неуклонно ухудшалось, а переписка с канцелярией Академии была полна прошений о досрочной выплате жалованья и помощи с возвратом долгов. В следующем, 1752 году Тредиаковский замыслил издать собрание своих сочинений и переводов, что объяснялось как желанием издать трагедию, так и поправить материальное благосостояние. Немалую роль, по-видимому, сыграло и соперничество с Ломоносовым — в августе 1751 года вышел в свет первый том его «Собрания разных сочинений в стихах и в прозе». Первоначальный план сборника трудов Тредиаковского явно отталкивался от сочинений Ломоносова: «Ломоносов представал перед читателем как поэт и ритор, Тредиаковский должен был предстать писателем, близким к французским литераторам-филологам — переводчиком, теоретиком стиха, автором рассуждений о поэзии и комедии — а как оригинальный поэт, лишь автором „Деидамии“».
Эволюция творческого замысла В. К. Тредиаковского позволяет судить о его понимании теоретических установок французского классицизма. По мнению Н. Ю. Алексеевой, для последнего более всего характерна не нормативность поэтики и требования к жанровой чистоте при формальном подражании древности, а особая филологическая культура, позволявшая рассматривать Античность критически и осмысливать с исторической точки зрения. Развитие национального французского языка и интенсивная переводческая деятельность позволили выработать стандарты языка и отделить античное наследие от христианских напластований Средневековья. Не случайно Тредиаковский замыслил включить в собрание «Науку о стихотворении и поэзии» Буало. В конечном счёте, в сборник не попала ни «Деидамия», ни выполненный Тредиаковским перевод комедии Теренция «Евнух».
В 1752 году двухтомник вышел в свет за счёт Академии (но деньги вычли из жалованья Тредиаковского за следующий год, так как выделенные императрицей на издание 300 рублей он пустил на погашение долгов), печатание обошлось в 376 рублей, тираж составил 604 экз. По словам Л. Пумпянского, «…трактат не сыграл уже никакой прямой литературной роли, тоника и без него создана была прочно, но описание тонической системы у Тредиаковского так полно, последовательно и ясно, что книга для всего XVIII в. осталась лучшим учебником стихосложения. В учебной части она и доныне мало устарела». Такое же мнение высказывал Д. Благой.

#### Второй этап реформы стихосложения Тредиаковского. Классицизм
По мнению Н. Ю. Алексеевой, позиция Тредиаковского в 1750-е годы была уникальной, поскольку, став главным теоретиком русского классицизма, он не создал собственной поэтики и не стремился к её созданию. Ломоносов, издав свою «Риторику» в 1748 году, немедленно замыслил создать аналогичную «Поэтику» (что ему так и не удалось); в том же 1748 году и Сумароков опубликовал «Эпистолу о стихотворстве». По-видимому, мыслить о поэтике вне её традиционной, восходящей ещё к Аристотелю, формы было затруднительно для авторов середины XVIII века. Поэтика была удобна, ибо несла учение о неразрывном единстве стиха и смысла, едином и неизменном идеале поэзии. Тредиаковский, написав стиховедческий трактат и два независимых от него рассуждения о поэзии, отказался от выработанной веками традиции. Вероятно, это не было осознанным решением, а следствием его штудий в области стиха. Здесь оказывались возможны самые радикальные прорывы: в статье «О древнем, среднем и новом стихотворении российском» Тредиаковский представил первую историю русской поэзии вообще, и это же показывало, что он вышел за пределы классицистских поэтик, в которых вневременной идеал поэзии несовместим с её историческим осмыслением. По мнению Е. А. Морозовой, Тредиаковский фактически предвосхитил исторический взгляд на поэзию, появившийся только в эпоху романтизма. Родственные романтизму взгляды продемонстрированы в статье «Мнение о начале поэзии и стихов вообще», в которой утверждается божественное значение поэзии, общее для классицизма и следующего за ним романтизма.
На фоне столь смелых прорывов в будущее в теории стиха Тредиаковский оставался архаичным. Он первым ввёл в русский стих тоническую меру, а далее, приняв силлабо-тонический принцип Ломоносова, разработал целостную систему русского стихосложения, но мыслил категориями предшествующих эпох. Например, в его учении о стихе центральной категорией оставался размер — стиховое единство, а не метр, на что обращал внимание Л. В. Пумпянский. Например, Тредиаковский определял стих не видом стоп, а их числом: для него существовали гекзаметр (любой шестистопный размер), пентаметр, тетраметр и так далее. Ямбические это, хореические или трёхсложные шести-, пяти-, четырёх- и трёхстопники — для Тредиаковского имело второстепенное значение, поэтому он использовал греческие термины, в которых сам вид метра не указывался, что резко отличало его от Ломоносова. Так был построен его «Способ к сложению российских стихов».
Выдвигая на первое место в учении о стихе размер, Тредиаковский исходил из вневременной и внеязыковой сущности стиха. Это давало ему широчайшие возможности для перевода стихотворных произведений с немецкого, французского, итальянского, латинского и древнегреческого языков. Василий Тредиаковский до начала XIX века был единственным русским поэтом, способным переводить латинские стихи не просто эквиритмично, а эквилинеарно, то есть с равным числом строк. Это же предоставляло ему широкое поле для экспериментов, но в рамках главной теоретической основы — идеалом стиха по-прежнему была Античность, а русская поэзия была тем лучше, чем глубже соответствовала образцам.
Соблюсти строгий принцип классицизма в первом томе «Сочинений и переводов» Тредиаковский не пожелал и рядом с манифестом французского классицизма и собственными рассуждениями поместил басни, источником которых были басни Иоахима Камерария. Тредиаковский взялся за стихотворный перевод латинской прозы, что следует классицистскому пониманию жанра басни, но его стихи и стиль полностью противоречат классицизму. Тредиаковский (в противоположность критике Сумарокова) показал, что категория стиля не была определяющей для него и он не стремился к соблюдению стилевого единства.
Второй том «Сочинений и переводов» оказался уникальным, поскольку его содержание составили стихотворения, написанные или переделанные в период работы над «Способом к сложению российских стихов». Переделка Тредиаковским своих старых вещей и «состязания» между ними вообще не знают аналогий, но достаточно понятны в свете его теории стиха и метода перевода. Тредиаковский оказался единственным автором силлабических стихов, который перевёл свои старые произведения в новую — силлабо-тоническую систему, основываясь при этом на представлении о синонимии разных метрических систем. Этот принцип он декларировал ещё в «Новом и кратком способе к сложению российских стихов», заявив, что переработает все свои стихи. Тредиаковский прекрасно понимал, что силлабическая поэзия мгновенно устарела с введением нового способа версификации, и «продлевал им жизнь». В частности, он переделал начальную строфу первой сатиры А. Кантемира. Исходил он при этом из классицистской вневременности стиха, поскольку идеальная его сущность независима от реального его облачения, то стихи принципиально переводимы на любой язык и размер. Метрика же при этом для стиха наименее значима.

#### Тредиаковский и Руссо
В состав второго тома своего собрания сочинений В. К. Тредиаковский уже на стадии набора срочно включил «Слово о мудрости, благоразумии и добродетели», ради чего пришлось исключить речь, посвящённую К. Г. Разумовскому (1746 года). Значительная часть «Слова…» содержит полемику с «Рассуждением о науках и искусствах» Ж.-Ж. Руссо, вышедшим в 1750 году и ставшим доступным для академиков в Петербурге осенью 1752 года. Свою аргументацию Тредиаковский строил на христианском учении о первородном грехе и доказывал, что добродетель невозможна без просвещения; тогда как Руссо показывал, что человек от рождения безгрешен, поэтому искусство и наука разрушают его добродетель. «Нелепость нового учения» Тредиаковский разоблачал в форме изощрённой инвективы, причём будучи страстным по натуре, он, по выражению Н. Алексеевой, мог не стесняться в выражениях, поскольку, в отличие от полемики с Ломоносовым и Сумароковым, это не грозило для него ответными действиями. Кроме того, Тредиаковский впервые изложил для широкого читателя своё философское кредо, которое до сих пор крайне плохо изучено. В философии, по-видимому, для Василия Кирилловича наивысшим авторитетом был Самуэль Пуфендорф, с его охранительной политической философией, прочие учения, в том числе картезианство, которое он изучал в Париже, оспаривались в тех частях, которые были сомнительны с точки зрения веры. Вообще, по Н. Алексеевой, Тредиаковский философские вопросы мыслил в жёсткой системе и стремился замкнуть их круг, что может напомнить о схоластике.
Судя по всему, Тредиаковский осознавал, что приемлемая для него картина мира постепенно расшатывается и что новая философия несёт с собой неверие; пессимизм по этому поводу стал ощущаться среди русских мыслителей следующего поколения, в частности, А. Н. Радищева. Впрочем, Тредиаковский и здесь использовал привычные для него формулы: будущее несло с собой «языческую мглу», победить которую возможно только единством разума, веры и добродетели при самоограничении разума и строгости в устремлениях. Средства выражения, использованные Тредиаковским, совершенно обычны для него: по Н. Алексеевой, речь «Слова о мудрости…» трудная, косноязычная и «спотыкающаяся», что должно было передавать его самоощущение, в частности, многословие и дробность пунктуации и частиц должны были защитить личность от непознаваемой огромности Космоса и упорядочить его. «В вопросах речи и стиля Тредиаковский, наиболее яркий и последовательный русский классицист по своему пониманию задач литературы и прививаемой им литературной
культуре, оказывался далее всех своих современников от классицизма и даже как будто сознательно противостоял ему».

#### «Псалтирь от Василия Тредиаковского»
Одним из следствий литературной войны Тредиаковского, Ломоносова и Сумарокова было обращение Василия Кирилловича к полному переложению Псалтири. В 1752 году он опубликовал статью «Мнение о начале поэзии и стихов вообще», в которой предложил теогенную природу поэзии, которая изначально представляла собой Божественный дар, поэтому главное предназначение поэта — славить Бога. Первыми поэтами были священники, в частности, Аарон, которому Бог дал дар прелагать откровения, переданные через косноязычного Моисея. Итогом стала объёмистая рукопись, озаглавленная «Псалтирь, или книга псалмов блаженного пророка и царя Давида, преложенных лирическими стихами и умноженных пророческими песнями от Василия Тредиаковского в Санкт-Петербурге. 1753». Как и обычно, Тредиаковский предпослал «Предуведомление», в котором посвятил свой труд Церкви, а адресовал «Христоверным читателям российского племени». Однако и здесь европейское влияние первично — обосновывая необходимость своего труда, Тредиаковский апеллирует к европейским христианам, которые уже имели свои стихотворные Псалтири на национальных языках. Налицо реализация принципа подражания — одного из базовых для классицистов. По-видимому, не менее важным для Тредиаковского было и использование авторитета ветхозаветного царя и пророка для повышения статуса поэта в светском обществе.
А. Растягаев предположил, что Тредиаковский действовал в парадигме мирской святости. Признавая, что учительность — прерогатива Церкви, поэт, как боговдохновленная фигура с сакральными функциями, также мог претендовать на учительство в светском государстве (в XVII веке в этом объединялись непримиримые антагонисты Симеон Полоцкий и протопоп Аввакум). По мысли А. Растягаева, в самоосознании творческой миссии Тредиаковского в этот период наступил перелом, завершившийся созданием «Телемахиды», — литература не должна воспевать царей и эстетизировать придворную жизнь. Задача литератора — просвещение народа и наставление монарха. А поскольку просвещённый монарх является центром социальной гармонии, поэт — его помощник в возвращении к «золотому веку».

### Увольнение из Академии
При реорганизации Академического университета в 1748 году Тредиаковский попытался заняться преподаванием, тем более, что набор учеников прошёл успешно. Василий Кириллович должен был читать курсы латинской орфографии (то есть грамматики) и стилистики на примерах «из лучших историков римских», курс был рассчитан на два триместра, причём во втором должны были разбираться сочинения Цицерона; занятия начинались с 11 июня. С того же периода Тредиаковский стал исполняющим обязанности секретаря в историческом собрании, которое было основано для разбора конфликта между академиками Миллером и Фишером. В возникшей дискуссии об оценке роли Ермака Тредиаковский занял сторону Ломоносова. Из-за конфликта с Г. Тепловым и Шумахером по причине выработки академического устава (в частности, вопроса о штрафах, налагаемых на академиков) в феврале 1749 года академическая канцелярия отстранила Тредиаковского от занятий в университете. Формальной причиной были названы слабое здоровье и занятость переводами.
В 1748—1749 годах оказалось, что первый том «Древней истории» Роллена пользуется большим спросом у книгопродавцев, несмотря на высокую цену (1 руб. 50 коп.). Канцелярия Академии приняла решение увеличить тираж издания с 600 экз. до 2525 экз.; полностью издание в 9 томах было окончено в 1762 году; переводчику полагалось 12 авторских экземпляров.
К сентябрю 1749 — январю 1750 года относится активное участие Тредиаковского в дискуссии о диссертации Г. Миллера о происхождении русского народа. Василий Кириллович, по обыкновению, занял собственную позицию, которая совершенно не согласовывалась как с позицией немецких академиков, так и Ломоносова, который обвинил Миллера «в умышленном унижении славы России». В своей рецензии от 13 сентября 1749 года Тредиаковский занял подчёркнуто объективную позицию, заявив (в переводе на современный язык), что из-за крайней отдалённости исторической эпохи и небольшого числа исторических источников любая позиция историка по вопросу происхождения древнерусской государственности будет лишь реконструкцией:

Речь о происхождении народа и имени Российского, сочиненную господином профессором Миллером, не сыщется-ль в ней чего предосудительного для России, я, рассматривал со всяким возможным прилежанием, и нашел, что сочинитель по своей системе с нарочитою вероятностию доказывает своё мнение… Когда я говорю, что сочинитель сея речи с нарочитою вероятностию доказывает своё мнение, то разумею, что автор доказывает токмо вероятно, а не достоверно… Но сия его вероятность по та у меня будет нарочита, пока кто другой большия и достовернейшия не подаст в рассуждении сего. Сверх всего того нет, почитай, ни единого в свете народа, у которого первоначалие не было б тёмно и баснословно. Следовательно, я не вижу, чтоб во всём авторовом доказательстве было какое предосуждение России…
21 июня 1750 года Тредиаковский представил расширенный вариант рецензии, которая показывает, что он согласился с аргументацией Миллера в варяжском вопросе, но при этом — в русле собственных теорий — считал варягов славянами.
Тяжелейшим в карьере Тредиаковского оказался 1755 год, которому предшествовала двухлетняя тяжба с Академией и Синодом об издании стихотворного переложения «Псалмов», а также прекращение издания последующих томов «Истории» Роллена. С начала 1755 года Академия стала издавать журнал «Ежемесячные сочинения», на страницах которого Тредиаковский опубликовал статьи «Об истине сражения у Горациев с Куриациями в первые Римские времена в Италии» (мартовская книжка) и перепечатал «О древнем, среднем и новом стихотворении Российском» (июньская). Последняя вновь поставила Василия Кирилловича в центр скандала, поскольку была опубликована в авторской орфографии, причём Тредиаковский впервые использовал «единитные палочки» — дефисы, с помощью которых соединялись слова, на которые делался акцент в предложении. Ломоносов напечатал на это крайне несдержанную эпиграмму, в которой были такие слова:
Языка нашего небесна красота

Не будет никогда попранна от скота.

От яду твоего он сам себя избавит

И вред сей выплюнув, поверь, тебя заставит

Скончать твой скверный визг стонанием совы,

Негодным в русской стих и пропастным, увы…
Тредиаковский ответил несколькими статьями и столь же некорректными стихами, в которых выступил противником реформы русского языка и защищал его церковнославянскую основу. Возобновившаяся литературная война не помешала тактическому союзу Тредиаковского и Ломоносова выступить против предпочтения при назначениях Академией иностранных специалистов русским, о чём они писали в представлении от 27 марта 1755 года, оставшемся без ответа. Вскоре и Сумароков вмешался в конфликт, причём последний разворачивался точно так же, как и в 1748—1750 годах: Академия помещала стихи и критические материалы Сумарокова в свои издания, но не печатала опровержений Тредиаковского; ему удалось опубликовать единственное лирическое стихотворение под именем Нартова и ещё две заметки анонимно. В октябре 1755 года раздражённый Тредиаковский отправил на Сумарокова донос в Святейший Синод. Этот шаг стал известен Сумарокову, который в ноябре добился постановления Академии о недопущении критических высказываний Тредиаковского против него. Тредиаковский в ответ подал в ноябре жалобу против Миллера, который, будучи учёным секретарём Академии, якобы не пропускал в печать его сочинений. Г. Миллер же обратился к президенту Академии Разумовскому, в результате Тредиаковский обиделся окончательно и пришёл к выводу, что лично против него в Академии существует заговор. Эти мотивы неоднократно повторялись в протоколах Академии за 1756—1757 годы, то есть конфликт принял затяжной характер. Он усугублялся некими «припадками» у Тредиаковского, которые были немаловажным аргументом против его действий.
В марте 1757 года Тредиаковскому в очередной раз было отказано в праве преподавания латинской стилистики. В апреле 1757 года он обратился в Синод в надежде опубликовать свою новую трагедию «Феоптия» и переложение псалмов на современный русский язык стихами. Поначалу дело продвигалось, и был подписан договор с московской Синодальной типографией, причём Тредиаковский отправил подробные инструкции, в какой орфографии (кириллицей, а не гражданским шрифтом) должны быть напечатаны его сочинения. Синод «из уважения к бедности» Тредиаковского брал расходы на себя. Но вскоре и здесь решение было пересмотрено, и книги оказались запрещены к печатанию. Как установил А. Б. Шишкин, изучая документы синодального архива, против Тредиаковского выступил только что назначенный директором Синодальной конторы М. М. Херасков. «Псалтирь» Тредиаковского так и осталась неопубликованной до 1989 года. Тогда же начался скандал из-за шуточного стихотворения Ломоносова о бородах, к которому Тредиаковский отнёсся серьёзно, за что и был удостоен эпиграммы про шута Тресотина. Это стало последним ударом для Тредиаковского, который «слёг» (по словам Н. Ю. Алексеевой, «заболел или запил») и перестал ходить в Академию.
Через год президент Академии граф Разумовский приказал не выплачивать Тредиаковскому жалованья и потребовал от него объяснения. Василий Кириллович прислал документ из 16 частей, в котором имелись следующие слова:

…ненавидимый в лице, презираемый в словах, уничтожаемый в делах, охуждаемый в искусстве, прободаемый сатирическими рогами, изображаемый чудовищем, ещё и во нравах (что сего бессовесне?) оглашаемый, всё ж то или по злобе, или по ухищрению, или по чаянию от того пользы, или наконец его собственной потребности, что употребляющего меня праведно и с твердым основанием (и), в окончаниях прилагательных множественных мужеских целых, всемерно низвергнуть в пропасть бесславия, всеконечно уже́ изнемог я в силах к бодрствованию: чего ради и настала мне нужда уединиться…
3 и 15 ноября 1758 года Тредиаковский подавал прошения о возобновлении выплат и жаловался на «ипохондрию и гемоптозис». В ответ от имени графа Разумовского пришло письмо, содержащее требование вернуться на службу и продемонстрировать проделанную за два последних года работу. Тредиаковский направил на это прошение об отставке, датированное 23 марта 1759 года. Через неделю, 30 марта, академическая канцелярия, делами которой тогда распоряжались Ломоносов и Тауберт, прислала постановление об увольнении Тредиаковского из Академии с выплатой положенного ему на день отставки жалованья, в том числе 200 рублей, должных им банковской конторе по вексельному производству. Тредиаковский просил выписать ему жалованье за последнюю неделю марта и за апрель за корректуры, которые он держал, но в этом ему было отказано.

## Последние годы жизни. «Телемахида» (1759—1769)

### После увольнения
После увольнения из Академии Тредиаковский потребовал паспорт и аттестат (соответственно, 17 и 23 июня 1759 года) ввиду «отъезда для собственных нужд и для житья в Москву», которые и были ему выданы. Тем не менее Тредиаковский так и не перебрался в старую столицу и не изменил образа жизни и рода занятий. В 1759 году его сонет и статья «О мозаике» были опубликованы в журнале Сумарокова «Трудолюбивая пчела». В последней Тредиаковский заметил, по поводу мозаик Ломоносова, что при всей красоте и долговечности они не могут заменить масляной и фресковой живописи в передаче натуры. М. Ломоносов, однако, обиделся на этот отзыв и вспоминал об этом даже спустя три года. В конечном счёте и издание Сумарокова оказалось негласно закрытым для Тредиаковского, а вскоре вовсе прекратило своё существование. К 1760 году материальное положение Тредиаковского настолько ухудшилось, что он поместил в газете «Санкт-Петербургские ведомости» (№ 69, август) объявление следующего содержания:

Г. профессор Тредиаковский намерен принимать к себе детей в пансион и без пансиона для обучения французскому и латинскому языкам, и переводить с оных на российский, также праву натуральному, истории и географии, о чём охотники с ним самим обстоятельно изъясниться могут.
Некоторый заработок, по-видимому, давала корректура продолжавшей печататься «Древней истории» Роллена (готовился седьмой том); в мае 1760 года Василий Кириллович напоминал Академии, что ему положено 12 экз. каждого вновь выходящего тома, в том числе 2 в переплётах на тонкой бумаге (любекской и александрийской) и 10 — без переплёта. 29 мая это требование было исполнено.

#### «Житие канцлера Франциска Бакона»
В том же 1760 году типография Московского университета выпустила в свет новый перевод Тредиаковского в двух частях. Первая включала «Житие канцлера Франциска Бакона», вторая — «Сокращение философии канцлера Франциска Бакона». Как всегда у Тредиаковского, для перевода было взято недавнее издание авторитетного французского автора — в данном случае Александра Делейра, чья «La vie du chancelier Francois Bacon» была выпущена в 1755 году. В оригинале жизнеописание Бэкона и его философия излагалась от первого лица, причём цитаты из бэконовских сочинений не выделялись и были органично включены в авторский текст. Перевод Тредиаковского был двойным, поскольку биографию Бэкона Делейр заимствовал у шотландского поэта и драматурга Дэвида Моллета. В английском оригинале был очевиден политический подтекст — Бэкон как философ-просветитель противопоставлялся тирании британских монархов его времени; во французском переводе эти моменты были ещё более заострены в духе просветительской идеологии.
Тредиаковский, в соответствии со своими воззрениями, использовал традиционный жанр жития, превращая светскую биографию в своего рода агиографию. Это была первая русская книга, которая знакомила российского читателя с теориями английского и французского Просвещения, причём переводчик вполне отдавал себе отчёт в преобразованиях, которые произошли во Франции с философией Бэкона:

«Можно видеть в подобном составе познаний человеческих, который обретается по предварительной речи в Энциклопедии, сколько сие изобретение нашего автора (то есть Бэкона), исправленное и в совершенство приведенное искусною рукою, произвело порядку, света и способа в сей материи»
При всём традиционализме Тредиаковского в плане формы он излагал весьма радикальные идеи: некоторые пассажи книги были откровенной проповедью материализма. При изложении теории познания Бэкона, его метода и теории опыта делалась попытка отделить науку от религии; причём глава «О безбожии и суеверии» вызвала гнев Ломоносова, который назвал Тредиаковского «безбожником и ханжой». Основанием для этого послужил пассаж, в котором Делейр с иронией писал, что «атеист, далёкий от возмущения, — это гражданин, заинтересованный
в общественном спокойствии из любви к своему собственному покою», тогда как Василий Кириллович из перевода иронию убрал. Значительную часть второй книги — «Сокращения философии» — занимали «нравственные очерки», которые переводчик специально подобрал для русского читателя как образцы европейской «нравственной» или «практической» философии. О качестве перевода свидетельствует факт, что Тредиаковский сохранил Делейров анализ состояния наук и политической ситуации XVI—XVII веков, который был помещён не в начале биографии, а в её конце. Можно было из текста понять и политические замыслы Тредиаковского — он перевёл «Опыт о королеве Елизавете», который был панегириком на правление Елизаветы Английской, что, несомненно, намекало на Елизавету Петровну, которой рекомендовалось иметь при дворе благородного и прямого просвещённого министра, способного убедить государыню доводами разума.
Тредиаковский-переводчик явно заботился о понятности текста для своего потенциального читателя: например, «вложение денег» он переводил как «накупить сёл и деревень», а экзотическое для тогдашнего россиянина понятие «пэр» передавал как «большие бояры». Поскольку в русский язык того времени вводилось большое число новых исторических, политических и социологических понятий, к ним прилагались пространные примечания. Например, впервые введя термин «эпоха», Тредиаковский пояснял: «Эпоха, по словам, есть расстановка, остановка, постановка; но по знаменованию началочисление лет, соименное ей слово есть Эра». Вплоть до перевода «Новой Атлантиды» 1821 года труд Тредиаковского оставался единственным доступным на русском языке описанием философской системы Ф. Бэкона.

#### «Римская история»
12 января 1761 года Тредиаковский обратился в Академию с предложением опубликовать в его переводе 15-томную «Римскую историю» Роллена как продолжение подходящей к концу «Древней истории». Издание должно было выходить в томах того же объёма и формата, тиражом 2400 экз. Тредиаковский планировал финансировать издание «своим коштом», но в количестве не менее двух томов в год; к заявлению прилагался перевод предисловия. Канцелярия Академии предложение приняла, но потребовала по 100 рублей предоплаты за каждый том, с чем Тредиаковский согласился. Первый том новой «Истории» вышел в свет уже в июле того же года. Издание первого тома обошлось академической типографии в 1916 рублей, из которых в сентябре Тредиаковский внёс 1100. Однако к февралю следующего года в Петербурге было куплено только 74 книги и в Москве — ещё 42 экз., а дома у переводчика оставалось 202 неразошедшихся экземпляра. Второй том, вышедший тогда из печати, потребовал расхода в 1673 рубля, и тогда переводчик 15 апреля 1762 года предложил Академии другую финансовую схему. Деньги на печатание первого тома он взял в долг, вернуть который был не в состоянии. Поскольку к апрелю 1762 года в наборе был уже 4-й том, Тредиаковский передавал предприятие на казённый счёт, взамен чего по факту каждого сданного в типографию тома требовал 300 рублей гонорара и полной компенсации стоимости первого тома, не считая 4 экз. готовых изданий без переплёта. 22 мая 1762 года Академия приняла условия Тредиаковского, учтя, что он не имел других источников дохода, но с поправками — гонорар перечислялся за каждый том, вышедший из печати. К февралю 1766 года все 15 томов «Римской истории» увидели свет. Сверх того, 22 октября 1762 года Тредиаковский получил 200 рублей за хронологические таблицы и алфавитные указатели к «Древней истории».
Выбор фундаментального труда Роллена подробно обосновывался Тредиаковским в «Предуведомлении» к первому тому перевода. Он поместил там краткую биографию своего учителя — как прямо его назвал — и не скупился на похвалы: «Шарль Роллен есть другий Демостен по греческому, а Цицерон другий — по латинскому языку». В предисловии к восьмому тому он поместил «Похвалу Роллену» Клода де Боза в собственном переводе. Вообще Тредиаковский всегда прилагал к своим переводам и «предуведомления», а также статьи, содержание которых, по замечанию Н. Алексеевой, зачастую вообще не было связано с соответствующим томом, справедливо рассчитывая на недосмотр академической канцелярии. Некоторые из его статей тесно связаны со «Словом о мудрости…», особенно это касается литературного стиля.
Стиль прозы Тредиаковского ориентирован даже не на искусственный славяно-русский книжный язык XVII века, а в первую очередь на классический латинский язык с его инверсиями, герундивом и использованием винительного падежа с инфинитивом и постановкой глагола в конце фразы. По словам Л. Пумпянского, «в соединении со славянизацией словаря латинизация синтаксиса приводит к фразам, в своём роде единственным». Он же отмечал, что Тредиаковский, по-видимому, совершенно сознательно противопоставлял язык и стиль своих переводов «сглаженному языку дворянской литературы Сумарокова и его школы»; сам он желал передать «трудный предмет трудным языком эрудиции, филологии и специальных знаний». Это же позволяло ему не бояться просторечия, что характерно и для его поэзии; поэтому обиходные вещи он переводил простыми словами. Л. Пумпянский приводил пример из 16-го тома «Римской истории»:

«…Однако Клеопатра, бывши царицею щепеткою [кокеткою]… что она издержит на страву [еду] одна десять миллионов сестерций… велела ставить на стол заедки [десерт]… не видавших никогда моря, как-то жнецов, мельников и рабят, бывших почитай ещё в своем отрочестве…».
В 1767 году Тредиаковский издал в своём переводе продолжение «Римской истории», написанное учеником Роллена — Кревье («История о римских императорах с Августа по Константина»). По стилю и содержанию этот перевод ничем принципиально не отличался от своего предшественника. Л. Пумпянский приводил характерную цитату: «таковы суть главнейшие приключения девятого Августова консульства. Опущены также некоторые бытия [события] маловажные: но не могу умолчать благочтивости сыновския, явленныя от одного трибуна именованного от Диона Торанием».
По совокупности заслуг Академия ходатайствовала о присвоении Тредиаковскому чина надворного советника, которым он именовался с начала 1765 года.

### «Телемахида»
В 1765 году в академической типографии случился простой в работе, и в Канцелярии вспомнили о выполненном ранее Тредиаковским с французского языка переводе сочинения Абулгази. В мае рукопись была отправлена к Василию Кирилловичу с условием, что он пересмотрит перевод и сверит правильность написания географических названий и имён со специалистом по татарскому языку (имя которого неизвестно). В качестве гонорара полагалась часть готового тиража.
В ноябре того же 1765 года Тредиаковский подал заявление в академическую канцелярию о напечатании «книги, именуемой „Телемак“, мною переведённой вновь, и названной „Тилемахидою“» в двух томах тиражом 400 экз. за счёт автора. В апреле 1766 года последняя большая работа Тредиаковского увидела свет. Финансировал её сам автор из гонораров за перевод XVI тома «Римской истории» Роллена, всего издание обошлось в 613 рублей.
Василий Кириллович предпослал своей работе большое «Предызъяснение об ироической пииме», значительная часть которого, по сообщению П. Пекарского, составлял перевод Discours sur poème épique, помещаемой во французских изданиях «Телемака». Однако Тредиаковский включил туда и собственные рассуждения, чрезвычайно важные для понимания его интеллектуального и поэтического развития. Например, описывая историю публикации русских переводов романа Фенелона, В. Тредиаковский ясно давал понять, что он подводил черту под большим этапом литературной традиции. Большое место в предисловии занимало обоснование метода и стиля перевода. По мнению Л. Пумпянского, опыты Тредиаковского с гекзаметром объяснялись его личными вкусами в литературе, которые тяготели к повествовательной поэзии, а не к оде. В результате «Телемахида» может быть охарактеризована как политический роман в форме гомеровской поэмы, но при этом В. К. Тредиаковский «думает о читающей публике; именно для неё он хочет создать высококультурную беллетристику, поучительную и заодно сюжетно-занимательную».
Остановившись на романе Фенелона «Приключения Телемака», Тредиаковский увидел в нём героическую поэму — своего рода «перевод» французской прозой неизвестного античного оригинала. Такая задача вполне соответствовала эстетике классицизма вообще и самого оригинала Фенелона в частности. Тредиаковский же ставил принципиально иную задачу — «пробиться» сквозь фенелонов «перевод» к идеальному античному «оригиналу». Отсюда изменение заглавия: вместо «Приключений Телемака» (фр. Les aventures de Télémaque) — «Телемахида», не романное заглавие, а эпическое. В «Предызъяснении» Тредиаковский описывал и принципы передачи античных имён и названий, которые использовал в поэме. Т. Ю. Громова отмечала, что «благодаря гекзаметру и многочисленным архаизмам, „Телемахида“ оказалась не столь вненациональной, абстрактно-повестовательной, как эпос-роман Фенелона…, ожили её греческие корни». Тредиаковскому казалось, что новогреческое произношение («восточное» в его терминологии) является «благопристойнее и лепотнее» и отказался от привычных имён гомеровского мира: «Тилемах», а не Телемах или Телемак; Одиссей, а не Улисс; «Омир», вместо Гомера; «ирой, ироический», а не «героический»; «пиима», а не «поэма». Эти объяснения П. Пекарский охарактеризовал как «вычурные».
Древня размера стихом пою отцелюбного сына,

Кой, от-природных брегов поплыв и странствуя долго,

Был провождаем везде Палладою Ментора в виде:

Много ж коль ни-страдал от гневныя он Афродиты,

За любострастных сея утех презор с омерзеньми;

Но прикровенна премудрость с ним от-всех-бед избавляла,

И возвратишуся в дом даровала рождшего видеть.

<...>

...Слог «Одиссии» веди стопой в Фенелонове слоге:

Я не-сравниться хощу прославленным толь стихопевцам:

Слуху российскому тень подобия токмо представлю,

Да громогласных в нас изощрю достигать совершенства.
Главной проблемой автора-переводчика стала неразработанность гекзаметра в русском языке, поэтому стих Тредиаковского имеет экспериментальный характер. Особую роль в теориях Тредиаковского играло использование безрифменного стиха, который в филологической мысли современного ему Запада связывался с существованием особого поэтического языка, противопоставленного прозе. Вслед за Лами, Ролленом и Фонтенелем Тредиаковский понимал безрифменный стих древних языков как благородный, а рифмованный — как «варварский» и простонародный. Пользуясь нерифмованным гекзаметром Василий Кириллович доказывал, что литературный русский язык по всем своим свойствам подобен образцовым — античным — языкам. Согласно французским представлениям, рифмованный александрийский стих и подходил для эпической поэмы на современном языке, тогда как нерифмованный гекзаметр свойственен античному эпосу, свободному от пуристических ограничений; образцом для последнего служил Гомер. Тредиаковский, в противоположность Фонтенелю, Гомера оценивал очень высоко и в «Предызъяснении» даже писал о «тесноте» французского языка и метрической бедности французской поэзии. Метрическому богатству древнегреческой и латинской поэзии соответствует только русский язык, произошло это по причине генетической преемственности: от древнегреческого к церковнославянскому, а от него — к современному русскому языку.
По словам Л. Пумпянского, автор «приложил сам все усилия к тому, чтобы обеспечить за своим большим делом непонимание и критическое пренебрежение». Речь идёт, в первую очередь, об изобретении «единитных палочек», которые должны были графически показывать интонацию, но «обезображивали графику стиха». Особые нарекания современников вызывало словоупотребление Тредиаковского, поскольку он «с безграничной свободой» совмещал церковнославянизмы, в том числе редкие, и разговорное просторечие. По подсчётам академика А. С. Орлова, Тредиаковский ввёл более 100 составных прилагательных в русский язык по гомеровскому образцу, в том числе «медоточивый», «многоструйный», «громогласный», «легкопарящий». Имелись и смелые неологизмы: «денно-нощно», «огненнопылкий». Как показал Д. Чижевский в 1940 году, большинство сложных слов, используемых Тредиаковским, находят прямое соответствие в церковнославянских текстах и являются трансформацией допетровской традиции. Однако традиция служила его собственной цели — доказательству, что новый литературный русский язык способен передать лексическое изобилие древних — церковнославянского и древнегреческого.
Произведение и его автор сразу же стали объектом насмешек и нападок при почти полном молчании ведущих тогдашних литераторов. Главным критиком «Телемахиды» выступила лично Екатерина II. Во «Всякой всячине» (1769) — журнале, фактическим редактором которого была императрица, — стихи «Телемахиды» рекомендовались как средство от бессонницы. В шуточных правилах Эрмитажа, составленных лично Екатериной, за проступок (по другим сведениям: за употреблённое в разговоре иностранное слово) полагалось в виде наказания выучить наизусть шесть стихов «Телемахиды». Этот факт приводился у Н. М. Карамзина и в словаре митрополита Евгения для доказательства неудобочитаемости и неудобопроизносимости гекзаметров Тредиаковского. По мнению Г. Гуковского, «есть серьёзное основание полагать, что насмешки Екатерины II над педантической тяжеловесностью поэмы Тредиаковского были внушены желанием дискредитировать политически неприятную и неудобную книгу», чей идеал законосообразной и либеральной монархии был едва ли не крамолой в первые годы после государственного переворота 1762 года, в то время как во Франции того времени он уже становился анахронизмом. Из младших современников в защиту Тредиаковского выступили оппозиционеры — Н. Новиков (в издаваемом им журнале «Трутень» и «Опыте исторического словаря российских писателей») и А. Н. Радищев. Последний посвятил Тредиаковскому статью «Памятник дактилохореическому витязю» (1801), в которой одновременно спародировал высокопарность эпоса Василия Кирилловича, но и описал стихами «Телемахиды» собственный жизненный путь.

### Последние труды. Кончина
В 1768 году Тредиаковский вступил в переписку с И. Л. Голенищевым-Кутузовым — директором Морского кадетского корпуса — об издании в типографии этого заведения сочинения Вольтера «Опыт исторический и критический о разногласиях церквей в Польше», в оригинале напечатанный под псевдонимом «Жозеф Бурдильон». В предисловии переводчика прямо не указывается имя вольнодумца, но сделан прозрачный намёк на предложенную Вольтером реформу французской орфографии. На выбор переводимого текста оказало воздействие и то, что в «Опыте…» православию явно отдавалось предпочтение перед католицизмом. В письме Голенищеву-Кутузову от 22 апреля 1768 года содержится и последнее свидетельство о собственной жизни Василия Кирилловича, он жаловался на резкое ухудшение здоровья: у него отнялись ноги.
Скончался Тредиаковский 6 августа 1768 или 1769 года. В литературе существуют разные сведения о годе кончины при совпадении даты. Например, «Краткая литературная энциклопедия» принимает первую дату, как и многие авторы начала XXI века, а источники XX века (например, Петербургский некрополь или Энциклопедический словарь Брокгауза и Ефрона) указывают на 1769 год. Был погребён на Смоленском кладбище. Захоронение его утрачено.

## Тредиаковский — музыкант и композитор
Музыкальное творчество Тредиаковского известно сравнительно мало, поскольку почти всё нотное наследие сохранилось в рукописных сборниках, в большинстве случаев уникальных и труднодоступных; часть материалов, видимо, утрачена. В 1952—1958 годах часть этих материалов была опубликована Т. Н. Ливановой и А. В. Позднеевым, а также была обобщена в исследовании Ю. В. Келдыша о русской музыке XVIII века (1965). В 1980-е годы в фондах Центральной научной библиотеки АН Украинской ССР были найдены рукописи шести из семи духовных концертов Тредиаковского, чьё исполнение неоднократно описывалось современниками; все рукописи снабжены указанием авторства. Наибольшее количество музыкальных произведений самого Тредиаковского и переложений его стихов осталось от 1730—1740-х годов, то есть периода наибольшей известности его как поэта.
Первоначальное музыкальное образование Тредиаковский получил от отца-священника; в латинской школе капуцинской миссии музыка преподавалась наравне с риторикой и языками, это было так называемое «партесное пение». Уже в стиховедческих работах 1730-х годов он прямо указывал на связь между стихосложением и музыкальным искусством и писал, что «тонический принцип был введён в русское стихосложение под влиянием народной песни». В «Ответе…» с рассуждением об античной строфе он писал о «столповом» и «демественном» пении и приводил нотные примеры для наглядной демонстрации стиха у Гомера и Вергилия. Музыка, таким образом, для Тредиаковского была неотделима от поэзии.
Первые музыкальные опыты Тредиаковского, предпринятые ещё до отъезда в Европу в 1720-е годы, неотделимы от попыток тонировки стиха. Некоторые опусы увидели свет в «Стихах на разные случаи». Самым известным произведением Тредиаковского была песня «Начну на флейте стихи печальны…», которая входила в число 12 самых известных во всём XVIII веке и сохранилась, как минимум, в 36 рукописях. Текст был опубликован в составе «Езды в остров любви» под названием «Стихи похвальные в России», но в одной из рукописей он носит название «Псалом России». Мелодия песни при гармонической поддержке партии баса отличается устойчивостью во всех рукописных списках. Музыкальная структура строфы соотносится с поэтической, рифмованным строкам соответствуют чёткие, уравновешенные музыкальные построения. Первые четыре такта повторяются (4+4), третьей паре рифмованных строк соответствует секвенция (2+2 — дробление в третьей четверти), припев выделен двумя парами заключительных тактов. В 1752 году автор переработал «Стихи похвальные России» на силлабо-тонический стих и создал новый вариант песни, начинавшейся словами «Начни, начни, моя свирель!».
В Государственном историческом музее сохранился трёхголосный песенник, содержащий 23 стихотворных переложения текстов (всего 319 стихов) из романа «Езда в остров любви». Н. Сохраненкова высказывала мнение, что краткость метра стихотворных вставок Тредиаковского в романе объясняется именно первоначальным песенным предназначением этих текстов. Все стихотворные отрывки в этом сборнике едины в музыкальном отношении: в основном структура музыкальной строфы свободно, то есть не всегда одинаково, следует за поэтической структурой — наблюдается акцентное перемещение с сильной доли в такте на относительно сильную или даже слабую. Цезуры чётко следуют за поэтическим текстом строк.
Сравнительный анализ стихотворных переводов из Таллемана с партесными многоголосыми сочинениями Тредиаковского (духовными концертами) демонстрирует родство «нотного почерка», близость использования ритмо-интонационных приёмов. Концерты были написаны в 1730-е годы, а сохранившийся сборник кантов датирован 1742-м годом. Позднее Тредиаковский предпринял также переложение псалмов, которые во многом отличны по музыкальному складу от своих предшественников по жанру. Переложения Тредиаковского более эмоциональны; ритм отделён от движения гармонии, а местами — даже от движения среднего голоса. Соотношение музыкальных строк параллельно стихотворному тексту (перекрестные рифмы-аналогии нечётных и чётных строк), строфа выходит за пределы одной ладотональности.
Вклад В. Тредиаковского в развитие русской музыки был двояким. С одной стороны, он активно переводил первые итальянские интермедии и первую оперу, поставленную в России. Его главной задачей в этом отношении было донести до русского слушателя различные жанры итальянской оперы 1730-х и последующих годов. В этом отношении он положил начало всем последующим этапам развития русского музыкально-драматического театра. По мнению Т. Н. Ливановой, важнейшим для него самого был русский кант во всех его связях и разновидностях. Своим самостоятельным творчеством Тредиаковский подготовил основания для развития русской вокальной лирики и её жанровых форм.

## Оценки творчества
Первую попытку литературоведческого анализа, совмещённого с поиском места Тредиаковского в истории русской литературы, предпринял в связи с переизданием его сочинений в 1849 году Иринарх Введенский; в том же году призыв к пересмотру научного и литературного статуса писателя опубликовал и Пётр Перевлесский в предисловии к московскому изданию «Избранных произведений». Филологи середины XIX века, в первую очередь — А. А. Куник и П. П. Пекарский, предприняли существенные усилия для воссоздания биографии и разоблачения ряда расхожих мифов, но это практически не отразилось на восприятии его как поэта и писателя. По словам П. Е. Бухаркина, «крупным и даже дерзостным талантом, потенциально способным направить литературное движение в предначертанное им русло, Тредиаковского никто не считал». В статье Е. Ляцкого для энциклопедического словаря Брокгауза и Ефрона (1901) он характеризовался как «выдающийся русский учёный и неудачный поэт». Ещё в 1920-е годы Д. П. Мирский категорически заявлял, что творчество Василия Кирилловича «стало, едва появившись, олицетворением всего педантичного и уродливого».
Только в 1930-е годы усилиями Л. В. Пумпянского и Г. А. Гуковского началось признание научных заслуг Тредиаковского: литературоведы нового поколения признали его «яркой творческой личностью с могучими мыслительными возможностями», именно тогда достоянием науки стали положительные пушкинские отзывы и суждения Радищева. Реабилитация роли Тредиаковского в культуре последовала в первую очередь в работах Л. В. Пумпянского. Исследователи второй половины XX века — в первую очередь А. А. Алексеев, Н. Ю. Алексеева, А. Б. Шишкин, Б. А. Успенский и другие — сделали высокий литературный статус писателя едва ли не бесспорным. Л. В. Пумпянский рассматривал Тредиаковского как «вечного предшественника», однако П. Е. Бухаркин и Н. Ю. Алексеева в начале XXI века по-другому определяли его статус. По словам П. Е. Бухаркина, Тредиаковский, «безусловно, являлся предтечей новой русской литературы, но он интересен сам по себе и вне порождённого им, и пошедшего по другим путям литературного течения. Он предложил самобытный, хотя и имеющий многочисленные западные параллели, проект развития русского языка и литературы, который был отвергнут современниками и ближайшими потомками, и был в полной мере воспринят лишь эстетическим сознанием XX века».
По мнению Б. А. Успенского, Тредиаковский «был человеком одной идеи», который рано осознал свою культурную миссию — просвещение своего Отечества, которое связывал с западноевропейской культурой, но при этом относился к своей миссии «почти религиозно — самоотверженно и с полной отдачей». В то же время в культурном облике Тредиаковского проявился и образ разночинца, который станет типичным явлением культурной жизни России спустя столетие, — «тип человека, который всеми способами стремится получить образование, выбиться в люди только для того, чтобы затем бескорыстно и самоотверженно служить своему отечеству». В силу того, что Тредиаковский — типичная фигура переходного времени, но при этом являющаяся воплощением крайностей, «человеком без середины», он вписывался одновременно в разные системы ценностей и принадлежал двум эпохам — времени, в котором жил, и времени, которое он предвосхитил.
В 2013 году была опубликована статья Н. А. Гуськова, в которой был проанализирован миф вокруг возникновения русской литературы, сложившийся ещё на рубеже XIX—XX веков. Споры Ломоносова, Тредиаковского и Сумарокова, являясь местническими по своей основе, привели к формированию оппозиции между «поэтом — отцом литературы» и его антагонистом — «поэтом-шутом». Соответствующие роли получили Ломоносов и Тредиаковский, для третьего — Сумарокова — в мифе не оказывалось места. При этом роль Ломоносова напрямую связывалась с ролью Петра Великого — творца империи. Данная коллизия была переосмыслена в XX веке, в ней усилиями Л. В. Пумпянского было полностью пересмотрено место Тредиаковского, ставшего отрешённым мудрецом-языкотворцем. Сумароков по-прежнему рассматривался как вульгаризатор идей и манеры Ломоносова.

## Комментарии
1. В «Истории Императорской Академии наук» П. Пекарского портрет датировался 1766 годом, то есть объявлялся единственным прижизненным[1]. По современным представлениям, он выполнен в 1800-е годы по гравюре А. Я. Колпашникова, опубликованной уже после смерти В. Тредиаковского[2].
2. ↑  В «Истории Императорской Академии наук» П. Пекарского портрет датировался 1766 годом, то есть объявлялся единственным прижизненным[1]. По современным представлениям, он выполнен в 1800-е годы по гравюре А. Я. Колпашникова, опубликованной уже после смерти В. Тредиаковского[3].
3. ↑  Официально миссия создавалась для окормления обращённых в католицизм армян, которые селились в пределах России, соответственно и храм в честь Успения Девы Марии располагался в армянском квартале. Миссионеры довольно быстро перешли к проповеди в среде православного населения, несмотря на протесты и жалобы епископа Иоакима[15].
4. ↑  «Ведомость» — аналог современного curriculum vitae. Чаще всего они прикладывались Тредиаковским к его прошениям об увеличении жалованья. Сохранилось несколько таких ведомостей от 1740—1750-х годов.
5. ↑  Соответственно: Bonaventura Celestini da Città di Castello и Giovan Battista Primavera da Norcia[17].
6. ↑  Текст грамматики воспроизводит сокращение труда Мелетия Смотрицкого, опубликованное в Кременце в 1638 году[18].
7. ↑  Тредиаковский после отъезда в Москву оставил супругу в Астрахани; детей, по-видимому, у них не было. Во время чумной эпидемии 1728 года скончались почти все родственники Василия, включая его отца, который к тому времени постригся в иеромонахи под именем Климента. Жена Федосья скончалась раньше свёкра — в марте 1728 года, выжила только сестра Мария с малолетним сыном, которая вела с городскими властями долгую тяжбу из-за имущества, доставшегося от снохи[21].
8. ↑  Л. В. Пумпянский, не имея доступа к рукописи 1725 года, считал невероятной столь раннюю попытку перевода, но допускал, что Тредиаковский роман читал и высоко оценивал[26].
9. ↑  Иван Петрович Калушкин (? — 1742) — русский дипломат, обучался в Германии. После окончания службы в Париже был направлен резидентом в Иран. Некоторые сведения о нём и других персонах круга Головкина—Куракина можно почерпнуть из статьи П. И. Хотеева[47].
10. ↑  Тредиаковский переводил роман с издания 1713 года, гравюра, помещённая на фронтисписе, идентична украшающей французское издание и голландский перевод. Гравюра изображает корабль, стоящий в виду острова, на побережье которого прогуливаются дамы. Рядом помещена ладья, которой правит Амур, на ней помещена пара влюблённых[50].
11. ↑  Оригинал на французском языке — L’Etat militaire de l’empire ottoman — вышел в 1732 году. Заказ на перевод Тредиаковскому сделал президент Академии — дипломат барон Корф, 25 июня 1736 года. Перевод был выполнен очень быстро и вышел в 1737 году тиражом 1200 экз., но вызвал нарекания И. Шумахера именно из-за комментариев переводчика, о чём писал А. Вешнякову в октябре того же года[74].
12. ↑  В оригинале — «Тартюфы».
13. ↑  В 1737 году Тредиаковский утратил всё имущество при пожаре, тогда как Академия сильно задолжала ему жалованье. Всего он трижды лишался имущества при пожарах[82].
14. ↑  В прошении на Высочайшее имя от апреля 1740 года Тредиаковский заявлял, что сочинил эти стихи, находясь в «несостоянии ума» от побоев. Б. А. Успенский в комментарии к шутовскому приветствию обращал внимание, что шутовские драки были одним из любимых развлечений Анны Иоанновны; публичное избиение Тредиаковского в этой связи носило и ритуальный характер[98]. Текст стихотворения печатался с невосстановимыми купюрами в 1842 и 1880 годах, с отточиями — в сборниках 1935 и 1963 годов. Без купюр шутовское приветствие вышло в астраханском собрании трудов Тредиаковского 2007 года и монографии Б. Успенского 2008 года.
15. ↑  О семейных обстоятельствах Тредиаковских свидетельствует история, тянувшаяся в 1746—1747 годах и отражённая в переписке Академии. Дело началось с запроса Военной коллегии, так как башкир — гренадер Севского полка — опознал в служанке Тредиаковских свою жену. Оказалось, что эта женщина была взята в плен в ходе подавления башкирского восстания и привезена в Самару, где была продана Филиппу Ивановичу Сибилеву — тестю Василия Кирилловича, а ему досталась с приданым. Тредиаковский сначала утверждал, что эта «жонка» — Энтраулет Белыки, в крещении — Наталья Андреева, — от него сбежала; но в 1747 году был вынужден по повторному запросу Военной коллегии отдать женщину «вклепавшемуся в неё гренадеру башкирского народа Петру Петрову, ...мнимому её мужу»[111].
16. ↑  Трактат, написанный в 1757 году, был опубликован только через 4 года после смерти Тредиаковского. Л. Пумпянский характеризовал его так: «…доказывается, что древнейшим языком всей Европы был язык славянский. Главный аргумент — насильственные этимологии: скифы (скиты) производятся от скитания, Каледония (Шотландия) от Хладонии (холод!), иберы — это уперы, „для того, что они как уперты… со всех сторон морями“, и т. п. <…> В двух следующих исторических рассуждениях этимологический произвол ещё чудовищнее: амазонка Антиопа объяснена, как Энтавопа (то есть та вопящая — громогласная), Меналиппа — Менелюба, амазоны — омужены (то есть мужественные женщины), варяги, как пред-варители, Одоакр (Одоацер) как Одея-царь, то есть Надежда-государь. Такими методами нетрудно было доказать, что вся древняя Европа была первоначально населена славянами, а варяжские князья были славяне Скандинавии, прибывшие к славянам Новгорода…»[124]. Продолжателем этимологических методов Тредиаковского Л. Пумпянский называл Шишкова.
17. ↑  н.-нем. Rustdaag, то же нидерл. Rustdag.
18. ↑  итал. Cittadella — 'крепость, цитадель'.
19. ↑  Имя главного героя образовано от фр. très sot — «очень глупый» с латинским окончанием, придающим макаронический эффект.
20. ↑  Учёный статус Тредиаковского подчёркивается символами союза лиры и жезла Меркурия — покровителя Красноречия (Риторики), Изобретательства и Открытий, искусства вообще[264].

### Издания книг и переводов В. К. Тредиаковского
- Абу-л-Гази. Родословная история о татарах, : Переведенная на францусской язык с рукописныя татарския книги, / Сочинения Абулгачи-Баядур-хана, ; И дополненная великим числом примечаний достоверных и любопытственных о прямом нынешнем состоянии Северныя Азии с потребными географическими ландкартами, ; А с францусскаго на российский в Академии наук [перевел В. К. Тредиаковский]. Том 1. Петербургская Академия наук (1768). Дата обращения: 13 июня 2016.
- Василий Кириллович Тредиаковский. Избранные произведения и письма. Русская виртуальная библиотека. Дата обращения: 9 июня 2016.
- Тальман Поль. Езда в Остров любви / Пер. с фр. на рус. чрез студента Василья Тредиаковского. Российская государственная библиотека (Переиздание 1834 года, воспроизводящее орфографию оригинального издания). Дата обращения: 12 июня 2016.
- Тредиаковский В. К. Три рассуждения о трех главнейших древностях российских. archive.org (Переиздание 1849 года). Дата обращения: 13 июня 2016.
- Сочинения Тредьяковского. Т. 1. Издание А. Смирдина. Российская государственная библиотека (1849). Дата обращения: 13 июня 2016.
- Сочинения Тредьяковского. Т. 2, отд. I. Издание А. Смирдина. Российская государственная библиотека (1849). Дата обращения: 13 июня 2016.
- Сочинения Тредьяковского. Т. 2, отд. II. Издание А. Смирдина. Российская государственная библиотека (1849). Дата обращения: 13 июня 2016.
- Сочинения Тредьяковского. Т. 3. Издание А. Смирдина. Российская государственная библиотека (1849). Дата обращения: 13 июня 2016.

### Биографические материалы
- В. К. Тредиаковский. Автобиографическая записка (отрывок) // Сборник материалов для истории Императорской Академии Наук в XVIII веке. — Изд. А. Куник. — Ч. 1. — СПб., 1865. — С. XIII–XIV.
- В. К. Тредиаковский. Надгробная надпись // Русская старина. — СПб., 1890. — Т. 67. — № 8. — С. 528.
- Тредиаковский Василий Кириллович (1703—1768). Санкт-Петербургские антиковеды. Центр антиковедения СПбГУ. Дата обращения: 10 июня 2016.
- Николаев С. И.. Материалы для библиографии сочинений В. К. Тредиаковского и литературы о нём (1966—2003) (К 300-летию со дня рождения). Пушкинский Дом. Дата обращения: 20 июня 2016.
- Сложеникина Ю. В., Растягаев А. В. Языковая и персональная модели Тредиаковского // Электронный журнал «Знание. Понимание. Умение». — 2009. — № 5 — Филология.
- Тредиаковский Василий Кириллович. Профиль на сайте Российской академии наук. Дата обращения: 19 августа 2016.